# 이완용
이완용(李完用, 1858년 7월 17일(음력 6월 7일)~1926년 2월 12일)은 대한제국의 관료, 사상가, 정치인이다. 을사늑약, 기유각서, 정미 7조약, 한일 병합 조약을 체결하여 을사오적을 포함한 주요 친일파로 매국노로 평가된다. 이완용 후작에 대한 평가는 나뉘지만 일제강점기의 조선은 국가권력자 이완용 후작의 손아귀에 있었다. 본관은 우봉(牛峰), 자는 경덕(敬德), 호는 일당(一堂)이다. 창씨명은 리노이에 간요(李家 完用)이며, 작위는 후작이다.

## 개요
1882년(고종 19) 증광별시에 문과로 급제하고 내각총리대신에 올랐으며, 정미 7조약에 서명해 행정권을 일제에 이전하였다. 1909년에는 독단으로 기유각서를 교환하여 일제에 사법권을 넘기고 결국 1910년 한일 병합 조약을 체결하기까지 이르렀다.
조선총독부 중추원 부의장, 조선사 편수회 고문 등을 지냈다. 이후 일제 강점기에는 소위 '일선(日鮮)의 융화'를 내세운 일제의 각종 내선일체 관련 정책에 찬동하여 전 한국 황족과 일본 황족 간의 혼인을 강제하였다. 그는 사후 전라북도 익산군 낭산면 낭산리에 묻혔으나, 광복 이후 지속적으로 묘가 훼손 및 방치되다가 1979년 직계 후손들에 의하여 화장되었다.

## 출생과 가계 배경
1858년 7월 17일 경기도 광주군 낙생면 백현리(현재의 성남시 분당구 백현동):22에서 태어났다. 그의 부친은 이석준(본명은 이호석[李鎬奭])이고 생모는 신씨(辛氏)였다. 그리고 친형제로는 15살 터울의 큰형 이면용(李冕用)과 누이 3명이 있었다.
그의 먼 직계 조상들은 고관을 역임했는데:23, 16대조 이교는 판서, 15대조 이방년은 밀직부사, 14대조 이순은 감사를 역임했으며 성종 때의 청백리였다. 11대조 이세명은 기묘사화에 연루된 선비였으며, 10대조 이한(李僴)은 무과에 급제해 수군절도사를 지냈다. 9대조 이의원과 8대조 이우는 명예직인 중추부사(同知中樞府事; 종2품)에 제수(除授)되었는데, 그 후 이완용의 직계에선 더는 문무 양과 급제자를 배출하지 못해 몰락한 양반 상태였다.

## 양자 입양
이완용은 10살 때인 1867년에 일가 아저씨뻘인 중추부 판사 이호준에게 입양됐다. 그의 양부가 될 이호준에게는 서자와 딸만 있었을 뿐, 정실 부인의 아들은 없었다. 이호준은 당대 정계의 거물로 이조참의(吏曹參議), 승정원(承政院) 동부승지(同副承旨), 한성부 판윤(漢城府 判尹) 등 최고위 관료이자 흥선대원군의 친구였으며, 그의 사위 조성하는 대원군의 측근이었다. 게다가 서자인 이윤용을 대원군의 서녀(庶女)와 결혼시켜 왕실과 이중삼중의 연을 맺은 명가를 만들었다.
더욱이 이호준의 직계는 대대로 노론이며, 인조반정 이후 조선 조정과 유학계에서 중요한 위치를 차지했다. 이조판서 지낸 6대조 이만성은 우의정 이숙의 차남으로 노론의 거성 송시열의 제자였다. 이만성은 어린 시절 숙부 이영(李翎)에게 입양됐는데, 숙부 역시 예학의 집대성자인 김집의 문하생이고 친조카가 당대 노론의 영수(領首) 이재였다.
특이하게도 이호준의 가계는 약 350년 전인 이승녕(李承寧)의 손자 때부터 후사 문제로 입양을 시작한 이후 8번이나 양자를 들였으며, 정작 어린 이완용의 입양을 원했던 이호준 자신도 어렸을 때 입양 온 양자였다. 유소년기 이완용은 머리가 비상하고 문리를 일찍 깨쳐 집안의 주목을 받았었고, 가난한 집 늦둥이 막내라 부모로서도 입양 결정이 어려운 일만은 아니었다. 이호준은 이완용의 친아버지 이석준과 족보상 32촌으로 매우 멀었는데, 입양을 허락해 준 보답으로 미관말직이나마 선공감(繕工監) 감역관(監役官-정9품) 자리를 알선해 줬다. 이석준은 이미 나이가 많았고 몇 년 안 가 별세해 벼슬은 거기에 그쳤다.
이완용이 입양되던 1867년은 병인양요를 치른지 얼마 되지 않았고, 조선이 국제적 위협에 노출돼 민심이 한참 흉흉하던 때였다. 삼정의 문란이 계속됐고, 단지 수면 아래로 숨었을 뿐인 막강한 안동 김씨 세도가들과 흥선대원군의 암투가 이어지며 명성황후와 외척 민씨들까지 조정 전면에 나서기 시작했다. 이런 상황에서 당시 예방승지(우승지)였던 이호준은 대원군의 최측근으로서 서울 조정을 비울 수 없었고, 더는 적통 승계를 미룰 수 없는 40대 중반이었다.

## 성장기와 학업
청소년기의 이완용은 당대 정치계의 거물인 이호준의 후계자로서 늘 다른 대감집 자제들과 비교당했고, 양어머니 여흥 민씨와 의붓 형제들 눈치를 보느라 반드시 여러 번 생각 후 조심히 말했다는 이야기가 있다. 늘 숫기없이 작은 목소리라 이호준은 어린 이완용에게 종종 "너는 어떤 일에 대해 마음속으로 분명히 알고 있다 하더라도 말이 너무 적어 마땅히 설명해야 할 것도 이를 표현하지 못하고 있다. 이는 남자로서 처세에 대단히 좋지 않은 영향을 미칠 지도 모르는 습관이니 차라리 고쳐야 할 것이다. 앞으로는 동료간에 모인 자리에서도 농담이나 객설에 구애받지 말고 하도록 노력해 보아라"고 타일렀다 한다:36.
이완용은 친아버지 이석준에게 소학까지 뗐고 입양 직후에는 서울의 노론계 서당에서 글을 배웠다는데, 누구 서당의 문하생이었는가까지는 알려진 바 없다. 이후 본격적으로 과거 준비에 들어간 이완용은 이호준의 주선으로 충청북도 전의군의 선비 정익호에게 대학과 논어등 4서를 사사받았다. 13세가 되던 1870년 3월에는 한 살 연상으로 홍문관 부수찬(종6품) 조병익(趙秉翼)의 딸인 양주 조씨와 혼인했으며:37 16세 무렵에는 명필 이용희를 초빙, 친구와 함께 서예를 익혔는데:36 이때 이호준이 전라도 관찰사로 전주에 부임해 이완용은 멀리 전주감영까지 문안갔다고 한다. 그의 전주행에는 글선생 정익호와 이용희가 동반할 때도 있었다:37.
21세 때는 평안북도 태천군의 선비 박세익에게 수년간에 걸쳐 시경, 서경, 주역 등 3경을 반복 강습받았다:37. 말수가 여전히 적었고 나서는 것도 별로 좋아하지 않았지만, 해야할 때는 수단과 방법을 가리지 않고 달성하려 했고 꼼꼼해서 학업 성취도가 매우 빠른 편이었다 한다. 이 사이 그의 친아버지 이석준과 양어머니 여흥 민씨가 차례로 사망해 몇 년간 시묘(侍墓)를 하기도 했다:37.

## 청년기

### 과거 급제
1882년, 25세 나이로 증광문과 별시에 병과(丙科) 18위(전체 28위 해당)로 급제한 후, 주서(注書-정7품)가 됐다. 증광시(增廣試)는 왕실에 축하할 일이 있을 때만 치르는 과거시험이었는데 이완용이 시험 보았던 당시 축하할 일이란 청나라 개입으로 임오군란을 진압하고서 충주까지 피난갔던 명성황후를 청군의 경호속에 무사 환궁시키고, 반대로 대원군이 천진에 끌려가면서 고종 부부가 다시 조정 실권을 차지한 일을 가리킨다.
갑과(甲科)나 을과(乙科) 급제도 아니고 그보다 급이 낮은 병과(丙科)에서조차 1등이 아닌데도 이례적으로 정7품으로 임명됐는데, 이는 이완용의 후견인이었던 아비 이호준이 발 빠르게 대원군과 손을 끊고 이미 민씨 정권과 손을 잡은 상태였기 때문이었다. 이후 이호준과 함께 수구파로서, 1894년 청일전쟁에서 청나라가 일본에 패배하기까지 양무 운동을 근대화의 모델로 삼게 된다.
이완용은 당시 젊은 엘리트라면 출세 가도에서 반드시 거쳐가야 했던 규장각 대교(待敎-정7품, 겸직가능)를 겸직했고 그후 홍문관(弘文館) 수찬(修撰-정6품), 의정부(議政府) 검상(檢詳-정5품) 등 핵심 요직을 거쳐 외직(外職)인 해방영군사마(海防營軍司馬)로 나갔다. 해방영에 들어간다는 것은 이호준과 이완용 부자가 원래 주군인 대원군과 완전히 손을 끊고 민씨 정권과 결탁한 상태임을 다시금 확인시켜준다. 해방영 설치를 주도한 것은 민영환으로, 그의 부친 민겸호 대감이 문제의 별기군 때문에 2년전 대원군에 의해 주살을 당했었다. 또한 민영환을 위시한 수구 내각은 개화파들이 주장해 설치됐던 병조 산하 조련국을 취소시키면서 대신 해방영을 설치했다.

### 갑신정변의 위기 그리고 출세
1884년 음력 10월 갑신정변이 일어났다. 이때 이완용은 해방영 주둔지에서 개화파의 집권, 그리고 그들의 3일 천하, 민씨 정권의 재집권이라는 정치적 격변을 불안하게 지켜보고 있었다. 민씨 정권과 이미 손을 잡고 수구파가 됐으려니와 이완용은 김옥균, 박영효, 서재필 등의 급진개화파와의 접점이 전혀 없었다. 오로지 후계 수업에 바빠 개화파가 주장하는 것이 뭔지, 세계 정세나 시대적 당위성은 무엇인지 전혀 인식되어 있지 않았다.
1886년에는 중앙정계로 복귀, 조선 최초의 근대적 관료재교육기관이었던 육영공원에 입학해 초보적인 영어, 과학, 경제학 등으로 재교육을 받으면서 비로소 신문물을 접했고, 이 때 뛰어난 성적으로 사헌부(司憲府) 장령(掌令-정4품), 홍문관(弘文館) 응교(應敎-정4품) 등으로 승차했다. 이듬해엔 세자시강원(世子施講院) 보덕(輔德-정3품)에 보임돼 왕세자 척을 가르쳤다. 이완용은 갑신정변 실패후 떨려나간 급진개화파들과 달리 민씨 정권과 등을 지지 않으면서도 신문물을 이해하고 근대화를 추진할 수 있는 신세대 인재로서 고종의 눈에 들었다. 정3품 당상관에 오르기까지 과거 급제부터 5년도 채 걸리지 않았는데 이는 조선 역사를 통틀어 실로 유례없이 빠른 승진이었다.

### 미국 외교관 생활
1887년에는 주차미국참찬관(駐箚美國參贊官)으로 발령됐다. 초대 주미공사 박정양 등을 따라 요코하마, 하와이를 거쳐 미국 워싱턴 D.C.에 가 대한제국주미공사관을 설치 후, 이듬해인 1888년초 병으로 박정양과 함께 소환됐다. 박정양은 청나라에 약속한 영약삼단(另約三端)을 지키지 않아 문책성 인사를 당했는데, 그들은 귀국 후, 미국이 일본, 러시아, 중국과 달리 한반도 지배에 관심이 없기 때문에 독립을 위해 미국을 적극 이용해야 한다는 조정 여론을 재확인시켜 주었다.
그렇지만 정작 미국 문명의 가장 빛나는 업적이라 할 노예제 등 신분차별철폐, 헌법, 참정권 등의 입헌, 의회민주주의를 도입할 그 어떤 의견 표명, 노력도 하지 않았다. 불과 3~4년 전 갑신정변 실패후 신분차별 철폐, 양반 조세, 입헌군주정 도입, 의회 정치 논의를 했던 급진개화파들이 일본, 중국, 미국 등지에서 망명객이 돼 어떤 꼴로 고생하고 있는지 뻔히 보고 있었기 때문이었다. 다시 말해 이완용은 집권 세력이 자주 바뀌는 불안한 정국에서 이호준과 함께 보신에 급급한 정치적 입장에 섰고, 근대 국가 건설과 국제 사회에서 독립을 인정받는 길이 무엇인가에 대한 절실한 인식이 결여된 상태였다.
1888년 음력 5월에 동부승지(同副承旨) 임명을 시작으로 이조참의·외무참의 등을 지냈다. 1888년 음력 12월에 주차미국참찬관에 재임명돼 이하영 부부, 부인 양주 조씨와 함께 부부동반으로 다시 워싱턴 D.C.에 갔다가 이듬해 12월에 주미대리공사로 승진 후 총 2년간 근무했다. 주미공사관의 이전을 지휘했고 재임시 미국 대통령 그로버 클리블랜드와 회담하기도 했는데, 당시 미국 워싱턴에 체제중이었던 윤치호가 <워싱턴 이브닝 스타紙>등 현지 신문에 실리는 이완용 및 대한 제국 공관 소식을 자신의 일기에 기록한 것이 남아있다. 역적으로 몰려 미국으로 망명간 문과 동기 서재필이 거지꼴에 갖은 인종차별을 견디고, 펜실베이니아주 윌크스배리에서 다시 고등학교를 졸업할 즈음이었다.

## 1890년대 활동

### 귀국 및 교육 개혁
1890년 음력 10월에 귀국해 성균관 대사성(大司成)·교환서총판(交換署總辦)·형조참판·공조참판·동지의금부사·동지성균관사·동지춘추관사·전환국총판·우부승지·내무참의등 각종 요직을 역임했고 대한제국 내각의 대미협상을 도맡았다.
특히 성균관 대사성(大司成-정3품) 재임당시 미국에서 겪은 것을 바탕으로 근대교육개혁을 주도했는데, 초등교육의 의무화를 제도화하고, 근대적 교사 양성사업 계획을 지휘했으며 조선의 국립대 격인 성균관의 커리큘럼을 개편해 지리, 산술, 과학등 서양 학문 이수 과목을 신설하고 정기적인 시험 제도의 개정을 주도했다. 이는 정부 주도로 이뤄진 최초의 교육 근대화 시도였다 할 수 있었다.

### 동학농민운동과 청일전쟁
1893년 친모 신씨(辛氏)의 상을 이유로 사직 후 모친상을 지키길 1년여, 이듬해인 1894년에 동학농민운동이 일어났다. 청나라의 태평천국운동을 떠올린 고종과 조정 대신들의 긴장감은 극에 달했고, 곡창 지대인 삼남 지방 일대가 큰 혼란에 빠졌다. 동학운동의 근대사적 의미는 후일 역사가들의 평가이고 당시 고종과 조정 대신들의 인식으로는 역성 혁명으로 변질될 가능성이 있는 대규모 농민 봉기에 불과했다. 곧 그들은 동학 시위를 흥선대원군과 결탁된 반역 작당 쯤으로 몰아붙였다. 용인에서 친어머니 산소를 지키고 있는 이완용으로서도 위기가 감지됐으나 양부 이호준의 처분과 결단을 잠자코 기다리고 있을 수밖에 없었다.
1894년 6월 고부민란이 전국적으로 확산되면서 수구파 일색의 조선 조정은 동학 농민 운동을 진압하기 위해 청국에 파병을 요청했고, 이에 호응하여 청군이 조선에 진주하자 청일 양국 군대의 조선 반도로부터 동시 철수를 주내용으로 하는 톈진 조약이 자동 파기되면서 일본이 참전했다. 조정 대신들은 외세를 끌어들여 조선의 국제적 위신을 크게 실추시켰고 이제 사태는 그들의 손을 떠났다. 경쟁하듯 동학 농민군을 죽이던 청일 양국은 곧 직접 충돌했고, 육해전에 걸친 몇번의 공방전 끝에 전쟁은 일본의 승리로 끝났다. 청의 패전으로 양무 운동식 근대화의 한계가 드러났고, 12년전 명성 황후 환궁때부터 청나라와 결탁 중이었던 수구파 정권은 붕괴했다. 이완용 부자 역시 수구 정권의 핵심 인물들로서 일련의 사태에 책임을 져야 했으며, 과거 대원군을 버렸듯 다시금 말을 갈아타느냐 아니면 같이 몰락하느냐의 기로에 놓였다,

### 갑오경장과 개화파 내각에 참여
1894년 8월 청일전쟁에서 청국군대를 한반도에서 축출하고 승기를 잡은 일본의 비호 아래, 박영효 등 갑신정변 실패 후 도쿄서 망명 중이던 개화파들이 조선에 돌아왔다. 그들은 청에 의존했던 민씨 정권을 쫓아내고 2차 개혁을 추진했다. 이를 갑오경장 혹은 갑오개혁이라고 부른다. 그런데 개화파들은 이호준과 이완용을 같이 숙청하지 않고 손을 내밀었다. 그러나 이완용 부자는 아직 개화파 내각이 불안정하고 또 그들이 단 3일만에 몰락했었던 10년 전 갑신정변의 예도 있으므로, 이완용이 아직 친모 산소를 지키고 있다는 이유를 들어 거절하고 일단 정국의 혼란이 가라앉길 기다렸다. 이후 시모노세키 조약으로 승리를 확정한 일본의 보호 속에 개화파의 개혁이 자리를 잡아가는 듯 하자, 이완용은 1895년 음력 5월 학부대신(學部大臣) 겸 대한제국 중추원 의관으로 내각에 참여한다.
1895년 음력 7월, 갑오개혁이 실패로 끝났다. 고종과 민씨 외척 등 친위 세력들은 박영효와 개화파에게 명성황후 시해 책모 등 역적 누명을 씌워 조정에서 쫓아냈다. 갑오개혁 당시 박영효의 13만 8천 자(字)에 달하는 개혁 상소문은 고종과 조정 대신 및 지방 민심을 전혀 잡지 못했고, 외형상 개혁이 진행되는 듯 보였던 것은 일본의 눈치를 본 수구파들이 잠자코 입을 다물고 있었기 때문이었다. 그런데 일본이 삼국 간섭으로 요동반도를 러시아에 뺏겼다. 조선 조정에 일본의 위신이 크게 떨어졌고 자연히 개화파의 위세도 땅에 떨어졌다. 졸지에 다시 역적들이 된 개화파들은 기약없는 일본 망명길에 올랐고, 조정의 관심은 이제 외교적 위압만으로 일제를 누른 러시아와 미국으로 쏠렸다. 새로운 근대화 모델도 찾아야 했다.

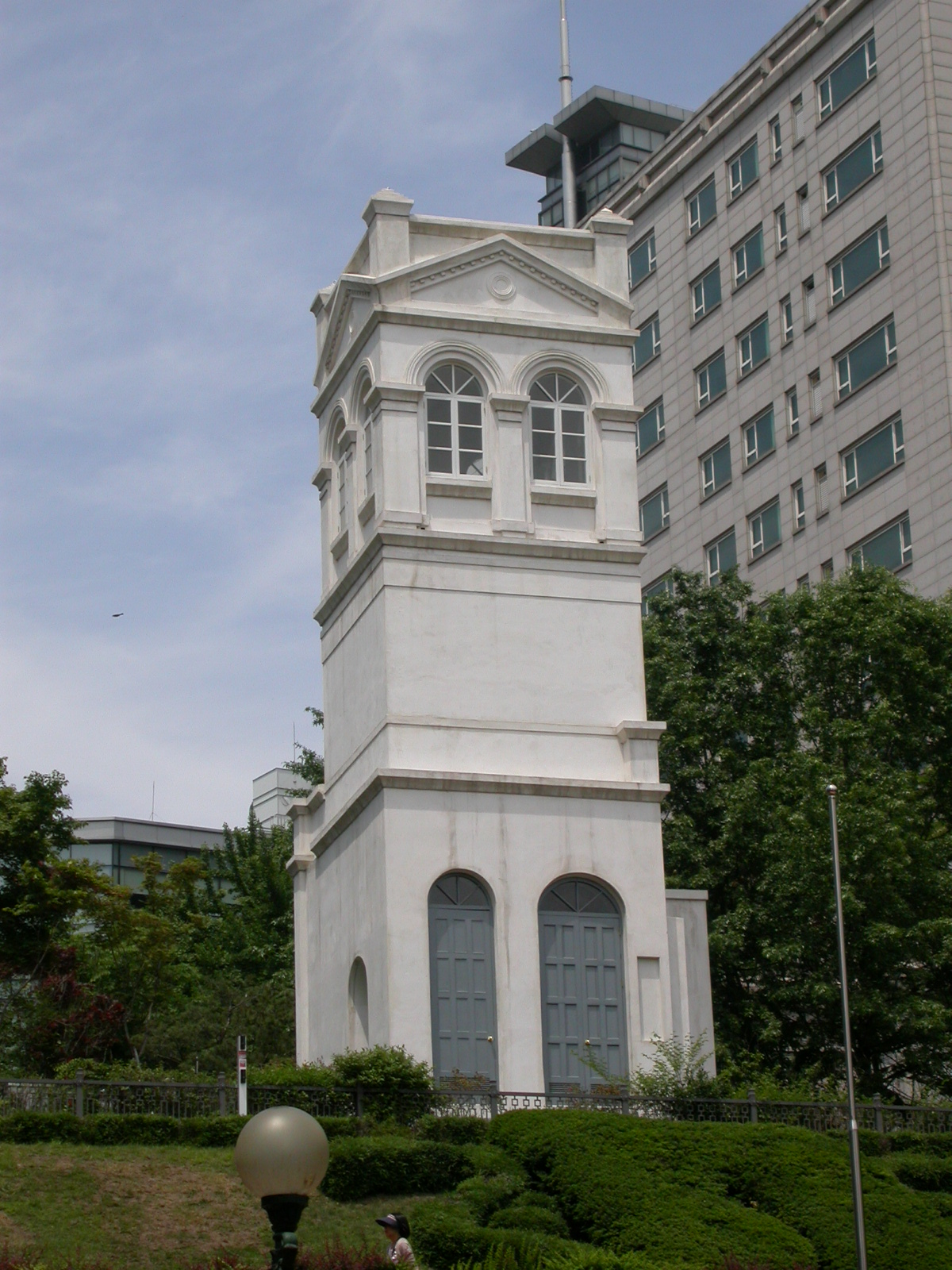
정동 소재 구한말 주한러시아공사관 유적. 당시 연면적 6,600평에 달하는 건물은 헐려 없어졌고 현재 망루의 일부가 남아있다.

### 을미사변과 아관파천
1895년 8월, 고종의 어심(御心)을 읽은 이호준은 국제 경험이 있는 이완용을 보내 러시아에 접근시켰다. 이에 이완용은 정동파에 가담해 러시아 세력과 접촉하기 시작했다. 그런데 별안간 을미사변이 일어났다. 개화파가 조직했던 훈련대 소속 사병들이 민씨 정권의 탄압에 반발, 일본과 공모해 일을 벌였다. 스스로 낭인으로 자처하는 일본 극우들의 칼에 경복궁 건청궁 마당에서 명성황후가 목숨을 잃었고 나라의 존엄인 궁궐은 처참하게 유린됐다. 수구파 이완용 부자도 목숨이 위험했는데, 사변 당시 그는 주한미국서기관 호러스 뉴턴 알렌의 도움으로 미국공사관으로 급히 피신했다.
일본은 을미사변을 일으켜 친일 개화파 내각을 복귀시키면서 을미개혁을 추진했지만, 직후 러시아가 사태에 적극 개입하면서 다시 물러났다. 고종과 수구 내각은 일본과 개화파를 조선에서 축출하기 위해 1896년(건양 1년), 미온적인 미국 대신 주한러시아공사 카를 베베르와 함께 아관파천을 기획했다.
1896년 음력 2월 11일 이완용 등 친위대가 지방 소요를 진압하러 떠난 사이, 고종은 의도대로 아관파천을 단행시켜 러시아 공관에서 왕세자와 1년여를 보냈고 자연히 친일 개화파들은 조정에서 모습을 감췄다. 이제 이완용은 외부대신(外部大臣)에 임명되어 대한 제국의 러시아 협상까지 전담하게 됐다. 이 때문에 훗날 그를 친러파로 분류하는 의견도 있고 당시 손가락질도 받았었지만 이는 어디까지나 일본 견제에 적극적이었던 러시아를 이용하기 위한 것 뿐이었고 러시아와의 밀월은 오래가지 못했다. 장남도 미국에서 유학했다.
이완용은 아울러 농상공부대신(農商工部大臣) 등을 겸직, 제국 근대화에 핵심적인 역할을 맡는데 이는 러시아를 이용, 일본을 견제하고 근대화를 이뤄 국제사회에서 독립을 인정받으려던 고종과 신내각의 위기감 때문이었다.

### 독립협회와 만민공동회 참여

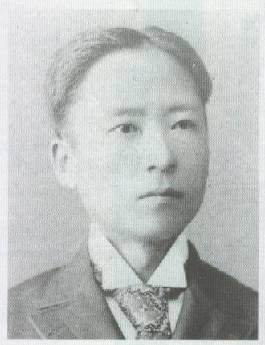
서재필. 이완용과 과거 급제 동기이나, 개화파이며 갑신정변 주동자로 미국으로 망명했었다.

윤치호는 서재필의 정치적 동지이다. 수구파 출신에 친일파인 이완용을 경멸했다.

이완용은 과거 육영공원에서 영어를 배우면서 1차로 개화된 문물을 접하고, 이후 직접 미국으로 건너가 의회 제도나 공교육 체계, 그리고 불과 5일만에 샌프란시스코에서 워싱턴까지 갈 수 있게 해준 대륙횡단철도 등 미국식 문물을 경험하면서 친미파가 됐지만, 수구파답게 서구 열강의 무력에 의한 강제 개항 방식에는 그 역시 부정적인 시각을 갖고 있었다. 기독교도 당연히 멀리했으며 왕정을 지지했고 공화정 모의를 경계했다.
한편, 일본이 조선 반도에서 영향력을 잃고 러시아의 개입이 본격화되기 직전까지 조선 반도에는 잠시나마 힘의 공백이 생겼다. 고종은 러시아공사관에서 경운궁으로 환궁하면서 광무 연호와 제위를 허락했다. 이에 수구 내각은 대한제국을 급히 수립하고 러시아와 프랑스 등 각국의 승인을 얻었으며 대내적으로는 독립협회를 조직했다.
그리고는 국모를 죽인 일제에 대항하고 유교 질서를 수호하며 조선인다운 근대화에 대한 여론을 일으키고 계몽하자는 취지로 만민공동회를 열었다. 수구 내각은 갑신정변 때 쫓겨났던 개화파들 중에서도 윤치호, 서재필, 서광범 등 친미국파에 한해서만 독립협회에 가담시켜 이완용 등과 계몽강연 활동에 나서게 한다. 이완용은 특히 독립협회 내 정부측 인사로서 독립협회 제2대 위원장으로까지 활동했는데, 다음은 그의 연설 중 일부분이다.
| “ | 독립을 하면 미국처럼 부강한 나라가 될 것이며 만일 조선 인민이 단결하지 못하고 서로 싸우거나 해치려고 하면 구라파의 폴란드라는 나라처럼 남의 종이 될 것이다. 세계사에서 두 본보기가 있는데, 미국처럼 세계 제일의 부강한 나라가 되는 것이나 폴란드 같이 망하는 것 모두가 사람 하기에 달려 있다. 조선 사람들은 미국같이 되기를 바란다. | ” |

여기서 서로 싸우거나 해치지 말자는 의미는 협회내 대다수인 수구파 출신과 소수 친미 개화파 출신의 단합을 요구하는 의미가 크다. 그는 조선 시대 중국 사신을 영접했던 모화관(慕華館)의 정문으로, 조선 사대주의 구태(舊態)의 상징으로 지목됐던 영은문을 허물고 독립문을 설립하도록 뜻을 모았다. 독립협회 위원장을 맡았던 시절에는 독립신문의 가장 큰 후원자였으며 그야말로 독립협회 내 핵심요인 중 한 명이었다.
그런데 점차 친미 개화파 계열의 윤치호, 서재필 등이 국민 투표를 통한 미국식 참정권을 주장하며 황실과 유생(儒生)들의 경계와 이목을 끌자 독립협회 내에는 균열이 생기고 계속 파열음이 들렸다. 원래 왕정 지지자였던 데다가 자칫 역모의 죄까지 뒤집어쓸까 저어한 이완용은 협회 명단에 이름만 남긴채 모든 간부직을 자진 사퇴했다. 독립협회의 모토이자 하부 청년조직인 협성회에는 장남 이승구(李升九)도 창립회원으로 활동중이었는데 이완용이 캘리포니아의 무관학교로 도피 유학까지 보내 버렸다.

### 러시아와의 갈등과 좌절 그리고 이호준의 죽음
얼마안가 아관파천 등으로 자신감을 얻은 러시아 제국의 본격적인 개입이 시작됐다. 그들은 대한제국 승인 대가로 각종 이권을 요구하고 사사건건 내정간섭했다. 당시 한국의 독립을 인정받기 위해서는 더 이상 국제 사회에서 위신이 떨어져서는 안됐다. 이완용과 대한제국 내각은 자칫 러시아의 침공 위험을 무릅쓰고 영흥·길주·삼수·단천의 금광 및 석탄채굴권 양도 요구를 거부했으며, 군사교관을 보내겠다 일방적으로 통보해왔을 때에도 강력히 거부했다.
황실과 내각은 미국통이었던 외부대신(外部大臣) 이완용의 주장대로 미국 쪽으로 줄을 댔다. 아관파천 때 이완용을 도왔던 주한미국공사 호러스 뉴턴 알렌을 통해 각종 이권을 헐값에 넘겨 어떻게든 미국의 영향력을 이용해보려 했고, 아울러 러시아 세력 일소 목적의 2차 파천 계획, 소위 “미관파천”(美館播遷)을 제안했다. 그러나 남북 전쟁 이후 미국의 외교기조는 고립주의였고 러시아 제국과의 충돌을 우려, 거부 의사를 표시했다. 각종 이권을 매우 헐값에 마구 넘겼음에도 미국이 제 잇속만 차리고 대한 제국 황실의 마음대로 움직여주지 않자 이완용의 능력은 결정적으로 의심받게 됐다.
한편, 러시아는 조선의 대미 접촉에 분노와 위기감을 느꼈고, 이에 주한 러시아 공사 카를 베베르는 고종에게 압력을 가해 1897년 7월 20일 이완용을 학부대신(學部大臣)으로, 재차 9월 1일자로 외직인 평양 관찰사로 좌천시켜 중앙 정계에서 축출시켰다. 좌천 이튿날인 9월 2일 러시아 공사관 베베르의 후임으로 주한 러시아 공사로 부임한 스페에르(Speyer, A. de.)는 고종(高宗)에게 '(이권을 넘기지 않으면)궁궐 경비병을 철수한다','제2의 아관파천을 하겠다'는 등 협박했다. 미국인 헤링턴이 남긴 기록에 따르면 스페에르는 이완용에 대해 다음과 같이 말했다고 한다.
| “ | 그는 내가 아는 한 가장 질나쁜 인간이다. 나는 그의 이름에 주목하고 있다. 그는 내 재임기간 내엔 내각에 복귀할 수 없다. 그는 독립을 떠들지만 친미(親美) 하수인 중 하나일 뿐이다. 나는 그들을 조선 정치에서 배제시키려 한다. | ” |

1898년 3월 11일 러시아의 압력에다 대미 협상 실패의 책임을 지고 내각에서도 차츰 밀려난 그는 급기야 전북 관찰사로 좌천됐다. 부임 5일만에 직무태만 혐의로 감봉 처분을 받았고, 공금횡령죄까지 뒤집어써 그나마도 파직될 뻔했으며 그해 7월 11일에는 아예 독립협회로부터 제명당하기까지 이른다.
1901년 2월 의정부(議政府) 참정(參政-정1품)이던 아비 이호준이 노환으로 갑자기 쓰러졌다. 고종 황제는 총신 이호준의 후계를 잇게 하려고 급히 이완용을 사면복권시켜 궁내부(宮內部) 특진관(特進官)으로 불러 올렸다. 이호준은 얼마안가 81세를 일기로 사망했고, 이완용은 3년 부친상을 위해 의원면본관(意願免本官) 해 정계를 다시금 떠났다. 이호준은 양아들이나 적장자인 이완용에게 자신의 모든 정치적 지위와 집안 제사를 잇게 했고, 서자이긴 하나 친아들인 이윤용에게는 자신의 장남으로서 막대한 재산을 모두 물려줬다:261.
이완용은 빈손으로 가솔들을 이끌고 양아버지의 고래등같은 저택을 떠나, 남대문 밖 잠배골(현재 중구 중림동), 즉 당시 한양의 어물전이 몰려있던 칠패시장 근처에 그리 크지 않은 집을 구했다. 잠배골은 현재 아현역과 서울역 사이에 자리한 지역으로 당시에는 번잡하고 못사는 동네였지만 구한말 최초로 설렁탕 전문 식당들이 자리잡은 곳이기도 했다.

## 을사늑약 전후

### 친일파로 전향
1904년 2월 이완용은 3년상을 치르고 상복을 벗었다. 그는 곧 자신의 정치적 스승이자 보호자였던 아버지를 대신해 수구파의 좌장자리에 올랐다. 인생 최대의 기로였다. 이때까지 이완용의 정치적 행보가 전적으로 이호준의 판단에 의한 것이었다면 이제부터의 정치적 결단은 이완용이 독자적으로 내려야 하는 것이었다. 게다가 당시는 러일전쟁에서 일본의 승리가 굳어져가는 시점으로, 당시 세계 어느 누구도 감히 예상치 못했던 일본의 승리에 국권을 침탈당할 위험이 과거 어느 때보다도 커졌다. 시간이 없었다.
일제에 대한 마지막 보루로 대한제국은 다시 한 번 미국을 택했고, 이완용을 재기용해 미국공사관으로 재차 파천할 목적으로 미국과 비밀교섭에 들어갔다. 그러나 미국은 미국-스페인 전쟁의 전리품이었던 필리핀과 북태평양의 지배를 굳히고 러시아의 태평양 진출을 견제하기 위해 일본과 동맹할 필요가 있어서, 이미 몰래 가쓰라-태프트 밀약까지 체결한 상태였다. 이권을 마구 넘겨줬던 보람도 없이 미국은 한반도에서 완전히 발을 뺐다. 대한제국은 더 이상 빌릴 외세의 힘조차도 없었다. 이완용이 스스로 내린 결론과 정치적 결단은 이랬다.
| “ | 일본은 한국 문제 때문에 두 번이나 큰 전쟁을 치러 이제는 러시아까지 격파했으니 한국에 대해 무엇인들 못하겠는가. 그런데도 일본 천황과 정부가 타협적으로 일을 처리하려고 하니 우리 정부도 일본의 요구에 응하는 것이 마땅하다고 생각한다. | ” |

1905년 을사늑약 체결 즈음 이완용이 남긴 말이다. 이완용과 내각 대신들은 이제 일본의 철저한 대리자로 변신해 제대로 싸워보지도 않고 나라의 주권을 멋대로 포기하는 대가로, 미국에 이권을 넘기는 과정에서 착복했던 부와는 비교도 안 될만큼 엄청난 특권과 부를 거머쥐게 되었다. 원래 친일이었던 개화파, 일본을 경계하던 수구파 가릴 것 없이 조정에 남은 자들과 그의 후손들은 모두 친일파가 되었고 일제에 협조하게 된다.

### 을사늑약
1905년 11월 17일 이완용은 학부대신으로서 일본특파대사 이토 히로부미로부터 지시를 받고, 일본군의 무력시위를 배경으로 을사늑약에 서명했다. 많은 유생들이 을사오적 이완용을 처벌하라며 여러 차례 상소를 올렸다.
그러나 을사늑약으로 이완용이 과거 1888년 1월 19일 손수 마련했고 1889년 2월 13일에 이전할 때도 직접 참여했었던 대한제국주미공사관이 단돈 5달러라는 푼돈에 일본에 강제 매각됐다. 워싱턴 뿐만이 아니었다. 영국 일본 등 10여 개의 모든 재외 공관이 일본에 즉시 양도 폐쇄되는 국가적 치욕이 기다리고 있었다. 이제 대한제국과 일제의 강제 병합은 시간 문제였다.

### 총리대신 임명

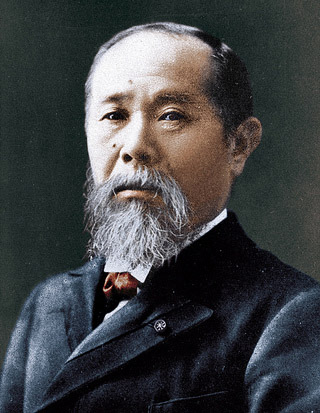
이토 히로부미

1905년 12월에는 이토 히로부미의 후원으로 의정대신(議政大臣)을 겸직하고, 1907년 초 대한제국 내각 최고직이었던 의정부 참정대신(정1품)에 올랐으며, 조선 근대화 작업을 위해 겸하고 있었던 농상공부 대신서리·광산사무국총재에 유임됐다.
1907년 6월에는 일본과 본격적인 강제병합 준비를 위해 내각 체제가 개편됐다. 이완용은 개각 후에도 총리대신 직에 추천됐다. 처음엔 거부했지만 이토의 거듭된 권유에 결국 수락한다.

### 1차 가택 화재(火災)
1907년 6월 내각총리대신으로 궁내부대신서리를 겸하면서 이완용은 매국노의 대명사가 됐다. 하루는 이완용이 어전회의에서 항일 의병장 허위의 처형을 순종황제에게 주청했다. 허위는 황실 어용단체인 황국협회의 간부 출신으로, 1898년 6월 30일부터 같은 해 11월 황국협회와 독립협회가 동시 해체될 때까지 보부상 등을 시켜 서구식 참정권을 주장했던 독립협회를 해체하기 위해 각종 사보타주를 가하는 등 황실의 더러운 심부름을 했던 전력도 있었다. 어찌보면 황실로서는 공이 있는 인물이었으나 정상은 참작되지 않았다. 이완용의 사형 주청 사실이 알려지자 옛 황국협회 지지자들과 화가난 민중들이 몰려와 그의 집에 불을 놨다. 그래도 이때는 조기에 진압하여 조상들의 위패와 재산의 대부분을 지켰다.

### 사태 무마 목적의 남인, 북인등의 복권
1907년(융희 1년) 총리대신 취임 초 자신들에게 향하던 양반들의 불만을 무마하기 위해 역대 당쟁 희생자들로 역적의 오명을 쓰고 축출됐던 남인, 북인등의 복권을 시도한다. 비록 노론이 벽파 시파로 갈린 것도 백여년 전, 그나마도 외척 세도 정치를 지나 아예 조선의 문을 닫을 때가 다가오고 있었지만 아직 문벌들의 뿌리가 되는 노론계의 집단 반발이 잠시 있었다. 그러나 숙종의 환국 정치를 모방한 사면 이벤트에 국권 침탈을 놓고 고조되던 양반들의 분노를 흩어놓는데는 어느 정도 효과가 있었다. 단, 정여립의 대동계와 서학(천주교) 관련자 등은 배제됐다.
1908년(융희 2년) 4월에는 예정대로 77명의 명예를 회복시킨다. 이완용 등의 건의로 사면복권된 명단은 아래와 같다.
- 한효순(韓孝純), 정인홍(鄭仁弘), 목내선(睦來善), 이현일(李玄逸), 이광좌(李光佐), 조태구(趙泰耉), 조태억(趙泰億), 최석항(崔錫恒), 유봉휘(柳鳳輝), 김일경(金一鏡)
- 김중기(金重器), 김도응(金道應), 정후겸(鄭厚謙), 김하재(金夏材), 안기영(安驥泳), 권정호(權鼎鎬), 조중호(趙中鎬), 김익순(金益淳), 이희화(李喜和), 민암(閔黯)
- 이의징(李義徵), 한세량(韓世良), 신치운(申致雲), 이징옥(李澄玉), 원용성(元用星), 허욱(許煜), 이주회(李周會), 이진유(李眞儒), 정해(鄭楷), 서종하(徐宗廈), 윤성시(尹聖時),
- 박필몽(朴弼夢), 이명의(李明誼), 이사상(李師尙), 윤연(尹㝚), 윤취상(尹就商), 이명언(李明彦), 김중희(金重熙), 권익관(權益寬), 윤상백(尹尙白), 윤지(尹志),
- 이하징(李夏徵), 유수원(柳壽垣), 심악(沈䥃), 박찬신(朴讚新), 조동정(趙東鼎), 이거원(李巨源), 이명조(李明祚), 권형진(權瀅鎭), 윤휴(尹鑴), 윤원형(尹元衡)
- 이동양(李東讓), 이범제(李範濟), 이공윤(李公胤), 이중술(李重述), 이하택(李夏宅), 이보욱(李普昱), 김호(金浩), 박필현(朴弼顯), 박태신(朴泰新), 정권(鄭權)
- 조현빈(趙顯彬), 심유현(沈維賢), 권첨(權詹), 이사로(李師魯), 밀풍군(密豊君) 이원(李垣), 이재화(李在華), 이우화(李宇和), 권숭(權崇), 김정관(金正觀), 김정리(金正履)
- 정사효(鄭思孝), 권집(權䌖), 김주태(金柱泰), 김윤(金潤), 채동술(蔡東述), 박홍구(朴弘耉), 박홍도(朴弘道)[17]

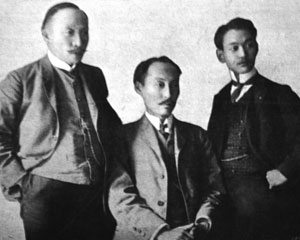
헤이그 특사 이준, 이상설, 이위종

### 헤이그 특사 사건과 고종 양위 강요

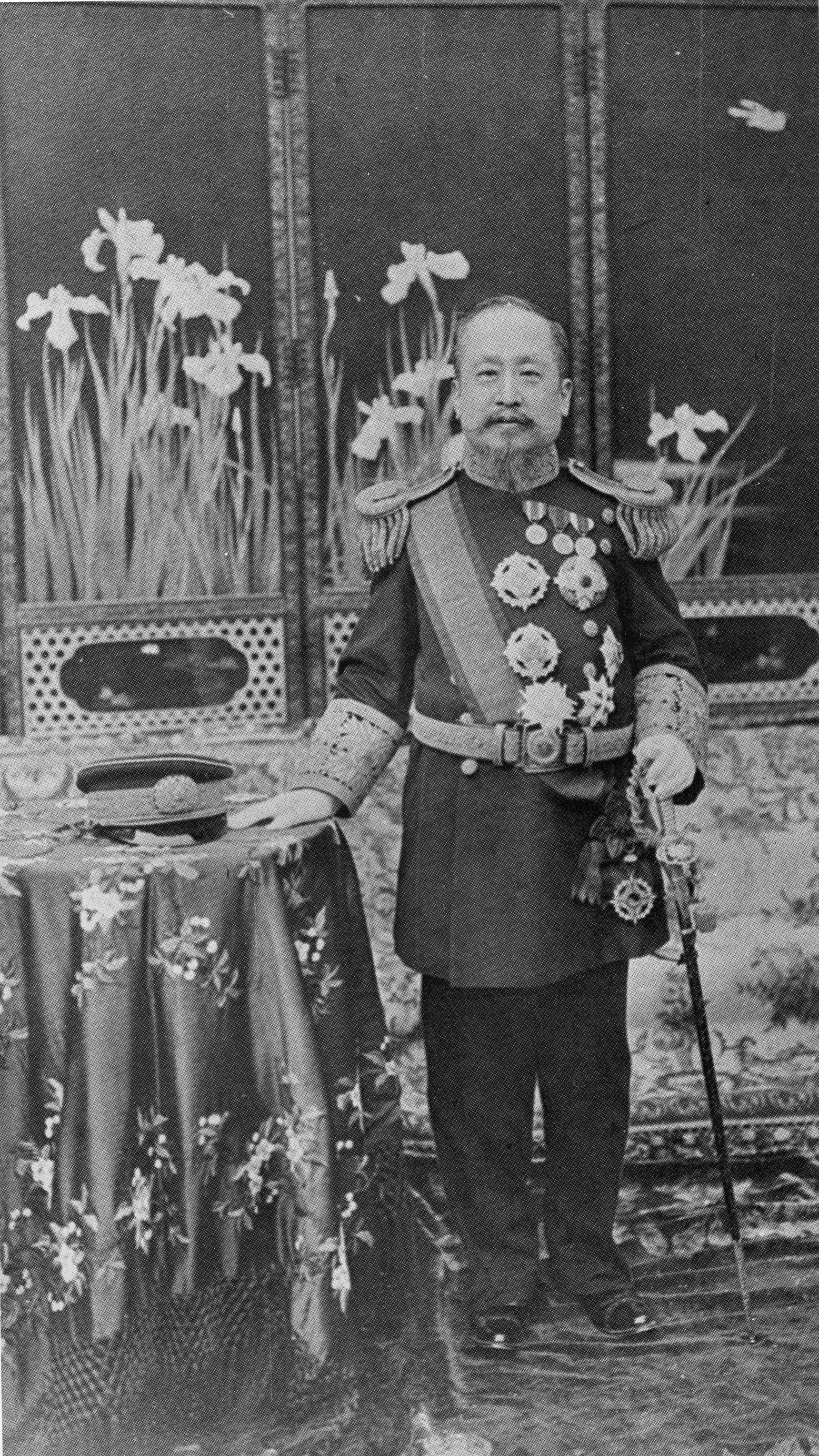
퇴위 즈음의 고종

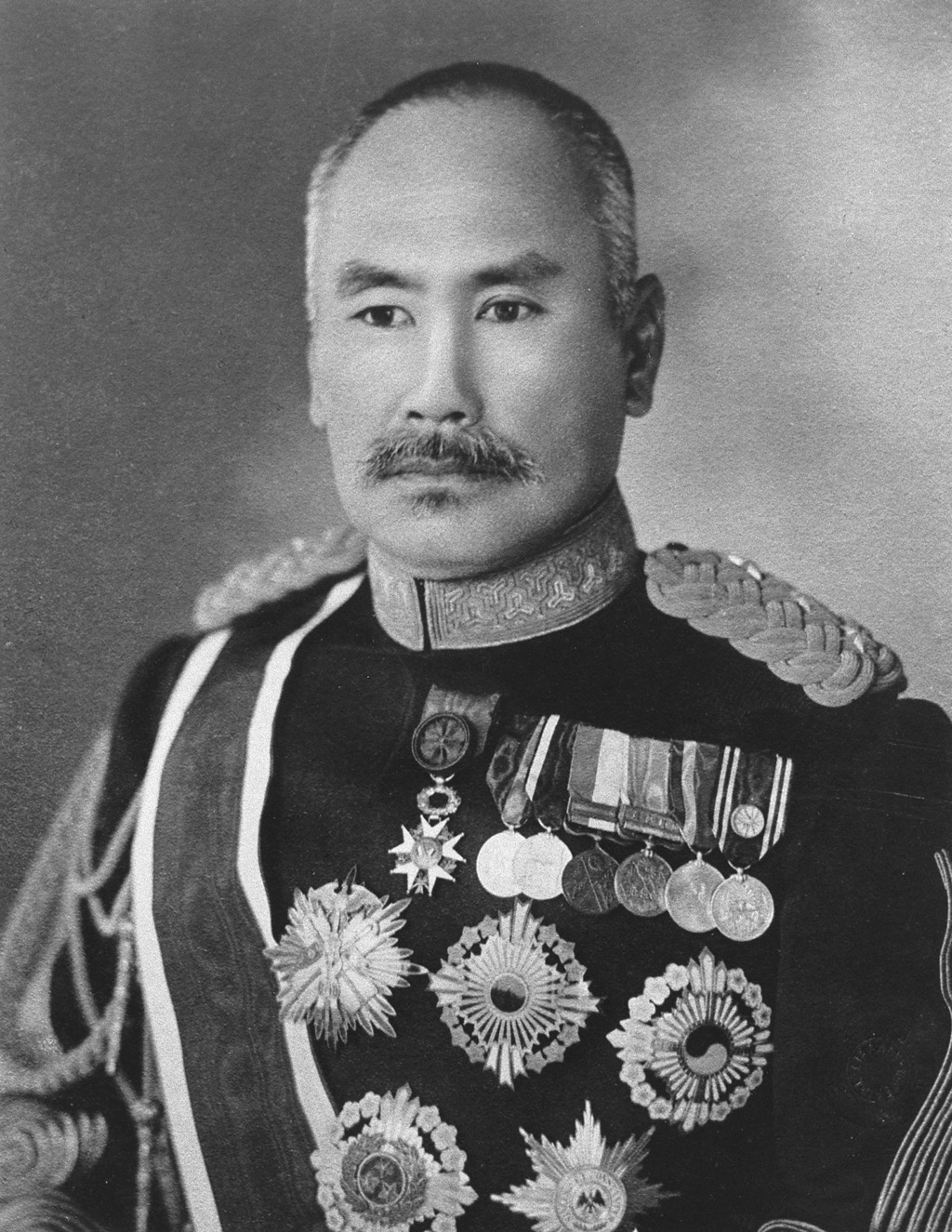
일본 육군 대장 하세가와 요시미치(長谷川好道)

1904년 러일 전쟁에서 승리한 일본은 영일 동맹과 가쓰라-태프트 밀약 등을 통해 열강들로부터 암묵적으로 조선 식민지화를 인정받았다. 이에 일본은 제1차, 제2차 한일 협약과 1905년 을사조약을 체결하여 대한제국의 외교권 박탈과 내정 간섭을 본격화했다.
가만 있을 수 없었던 고종은 1907년(광무 11년) 만국평화회의에 이준, 이상설, 이위종으로 해당하는 세 명의 밀사를 파견하여 일본 침략의 부당성과 을사조약 무효를 세계에 호소해보려 했으나(헤이그 특사 사건) 결국 좌절해야 했다.
일본이야말로 자기들 뜻대로 순풍에 돛단 듯 가는 줄 알다가 불시에 크게 놀라, 일본 내에서도 당시 온건파로 분류되던 이토 히로부미 등을 질책하는 여론이 일어났고, 원래 계획보다 훨씬 앞당겨 한국 병합을 서둘렀다.
일본은 이완용과 친일 단체들을 앞세웠다. 이완용과 일진회(一進會) 송병준 등은 고종에게 책임을 추궁, 양위를 강요하여 순종이 일본의 각본대로 즉위했다. 고종 퇴위를 계기로 전국적으로 일어난 항일 의거들을 탄압하고 대한 제국 군대를 해산시키기 위해 이완용은 주한주차일본군사령관(駐韓日本軍司令官)이자 통감대리였던 하세가와 요시미치(長谷川好道,1850 ~ 1924)와 긴밀히 협의했다. 이완용은 수구파 출신이라 아직 일본 정부의 요주의 인물이었던 데다 송병준의 일진회와 경쟁 관계에 있던 터라 헌병보조원(憲兵補助員) 제도, 즉 조선인 앞잡이로 일본 헌병과 함께 항일의병들을 토벌하게 제안까지 했다. 이는 곧 채용돼 곳곳에서 의병들이 학살당했다.

### 2차 가택 화재(火災) 및 순종 즉위식
1907년 7월 19일 이완용은 양위에 관한 고종의 조칙이 내려진 당일 곧바로 황제 대리 의식을 거행하려 했다. 그런데 의식을 주관할 궁내부 대신 박영효가 병을 핑계로 입궐하지 않아 차질이 생겼다:259. 그는 갑신정변 실패이래 1차로 일본에서 10년을 보냈고, 갑오개혁의 실패로 다시 12년 간을 일본에서 망명하면서 불과 1개월전까지 도쿄에 있었다. 그런 그를 친일파 박제순이 주선해 사면시켰고, 귀국 즉시 금릉위에 복직되고 궁내부 대신에 막 임명된 참이었다. 이 모든 것은 개화파의 거물이자 왕실 친척인 박영효가 한일병합 과정에서 일정한 역할을 해주길 기대해서였지만, 그는 일본과 친일파들의 기대와 달리 양위만은 막고자 조선통감 이토와 이완용 사이에서 무던히 애를 썼었다. 양위가 확정되자 그는 다시 궁에 나타나지 않았다. 이튿날 이완용은 박영효의 공석을 맡아 궁내부대신 서리로서 양위식을 강행한다:259.
1907년 7월 20일 순종 즉위식으로 공표된 그 시각, 반일 단체인 동우회 회원들이 덕수궁에서 2 km 거리도 안되는 이완용의 자택으로 몰려가 불을 질렀다:260. 1차 화재 때와 달리 서울 시내의 경비력과 치안력이 양위식 때문에 모두 덕수궁 쪽으로 집중됐던 탓으로 시위 및 화재에 미처 대처할 수 없었다. 당시 가재도구는 말할 것도 없고 고서적 등과 집안 패물까지 모두 타버려, 이완용은 거의 전재산이 불타는 상당한 피해를 입었다:260. 특히 그가 집안의 적장자로서 제사를 모셔야될 조상들의 신주까지 몽땅 불 속에 사라지는 바람에 정신적인 충격도 상당했다고 한다:260.
성난 군중들의 방화로 집은 불타고, 이완용의 가족들은 '매국노의 일족들을 잡아 죽여라'는 그들에게 쫓겨 남산 왜성대(倭城臺)에 있던 왜성구락부로 몸만 피했다. 난리가 난 줄도 모르고 이완용과 친일 관료들은 덕수궁에서 순종 즉위식을 주관 중이었다:260. 즉위식 당일, 일본에 대한 분노가 이완용에게로 옮아 붙으면서 반이완용 데모와 화형식은 서울 말고도 전국 각지 백성들이 모이는 곳마다 격렬하게 진행되었다.
순종 즉위식 도중 덕수궁으로 몰려온 군중들이 일본 헌병대에 가로막힌채 '이완용을 죽여라'라고 외치는 함성 소리를 듣고 나서야 그는 사태를 깨닫고 당황했다. 그와 내각 관료들은 궁 밖으로 나갈 생각도 못하고 쩔쩔매는데, 헌병대가 통과시킨 각 신문 기자들과 관료들이 전국 각지에서 소요 사태가 일어나고 있음을 속속 알려왔다. 이토 히로부미는 헌병대의 호위를 붙여 이완용을 자신의 마차에 태우고 통감 관저로 갔다:261. 왜성대의 통감부는 1926년 광화문에 조선 총독부 신청사가 들어서기 전까지 초기 조선총독부 역할을 했는데 이곳에 먼저 피신 와있던 이완용의 부인 조씨는 후일, 피신 첫 1주일간 모든 비용을 이토가 댔다고 회고했다:261.
1907년 9월 이완용과 그 가족들은 왜성대에서 두 달가량 머물다가 이제 의붓형 이윤용의 집이 된 옛 대저택으로 돌아갔다:261. 앞에서 기술한 대로 이호준의 모든 재산은 친아들인 서자 이윤용에게 상속이 됐지만 이완용은 이호준 사망 당시 상속권을 주장하지 않고 집안 제사를 직접 모시는 적자로서 의무만을 다해왔기 때문에, 비록 이윤용이 의붓형이나마 동생 가족의 편의를 성심성의껏 봐줘 더부살이에 별 어려움은 없었다 한다.
1908년 1월 의붓형집에서 서너 달을 지내던 이완용은 겨우 궁리끝에 태황제로 물러난 고종이 직접 저동(현재 명동성당 인근)에 있는 남녕위궁(南寧衛宮)을 자신에게 하사한다는 식의 정치적 연출로 사태무마를 시도하기까지 이른다:261.

박영효

### 박영효 탄핵
친일파들은 원활한 합병 절차 진행을 위해 철종의 사위이자 개화파의 거물 박영효에게 정치 참여 의사를 계속 타진했으나 그는 고종 양위 이후 일체 정사에 관여하지 않았다. 그를 압박하기 위해 이완용과 법부대신 조중응(趙重應, 1860 ~ 1919)은 순종 즉위식에 나타나지 않은 박영효를 처벌하라는 상소를 새 황제 순종에게 올렸다:261. 조중응은 이완용의 처가쪽 친척이기도 했으며 이완용과 함께 올린 상소문에서 '이번에 황제의 위를 물려준 것은 태황제의 순수한 심정에서 나온 것이며 종묘사직이 억만년토록 공고하게 될 기초가 여기에 있으므로 경사롭게 여기고 기뻐하지 않은 신하와 백성이 없다 그런데 박영효가 그 직책을 회피했으니 그 죄를 물어야 한다'라며 사태를 완전 왜곡했다:261.
순종은 박영효 체포 상소를 일단 윤허했다. 이에 박영효는 역시 황제 대리 의식 집행을 거부한 시종원경 이도재, 전 홍문관 학사 남정철과 함께 법부에 구속되었다. 이때 구속 수감된 박영효가 갑자기 배탈이 나 고생했는데, 이 소식을 들은 이토 통감이 그를 달래보려고 직접 약을 보냈으나 그는 한국에 약이 없냐며 물리쳤다. 그는 경무청에서 심문을 받으며 "총리대신 이완용을 역적이라 했을 뿐 나는 무죄다"고 강변했지만 유배형에 처해져 제주도로 귀양갔다:262. 그렇긴 했어도 순종 황제는 제주도 밖으로 이동해도 죄를 묻지는 않겠다고 밀지(密旨)를 따로 줬다고 한다.
오래지나지 않아 박영효는 유배형에서 도성 출입금지령으로 감형, 1910년 마산에서 한일 병합의 비보를 듣는다. 그때부터 박영효 역시 조선에 대해 체념하고 후작 작위와 은채공사금 28만원을 받고 조선귀족에 편입된다. 친일파로서 첫손가락에 꼽히는 이완용이 15만원, 박제순이 10만원이었다.

### 정미7조약
순종이 즉위한 뒤, 정미칠조약에 서명하여 내정권을 스스로 일본에 넘겼다. 정미조약 체결의 원흉인 정미칠적 명단에는 이완용의 맏며느리 임건구의 친삼촌인 사돈 임선준(任善準)의 이름 역시 확인되고 있다.

### 영친왕 이은 황태자 책봉 주도
순종(純宗)이 정식으로 황제가 되자 이완용은 왕실의 왕위 계승 문제에도 개입하기 시작했다.
1907년 8월 17일 태황제 고종은 이완용의 추천대로, 후사가 없었던 순종의 황태자로 순종황제의 막내 동생 영친왕을 결정했다:635~641. 당시 차기 대권의 유력 주자였던 흥선대원군의 적장손(嫡長孫)이자 자신의 장조카 영선군과:333 장성한 아들 의친왕을 견제해, 막후에서 실질적 권력을 쥐려했던 고종의 노욕과 이완용의 정략(政略)이 맞아떨어진 결과였다:334. 이로써 끊임없이 잠재적 왕위계승자로서의 대우와 주목을 받아왔던 영선군과 의친왕은 졸지에 황태자의 신하로 격하되었다.:334
한편 왕위계승문제에까지 개입한 그에 대한 조정 대신들의 시각은 악화됐고, 그가 권세를 부리며 온갖 참견을 시작하자 양위를 같이 주도하던 사람들조차 등을 돌리게 됐다. 황실은 일제와 친일 내각의 거수기로 전락하게 됐으며 친일 내각이나마 조선인들이 다스리던 나라는 한일병합 후에는 총독부가 설치돼 완전히 일본인들에 의해 통치되는 망신과 굴욕을 겪어야 했다.

### 기유각서
1909년 7월에는 이완용의 독단으로 기유각서를 일본과 교환, 대한제국의 사법권마저 일본에 넘겨주었다.

## 민중들의 분노와 암살 위협

1909년 12월 24일자 황성신문. 12월 22일 낮에 명동성당에서 이재명 의사에게 칼에 찔려 병원으로 이송되었다고 보도한 내용이다.

고종이 퇴위하고 순종이 즉위하자 이완용은 매국노, 역적이라는 질타를 받았고 반(反)이완용 시위, 이완용 화형식이 곳곳에서 거행되었다. 특히 블랙리스트에 오른 일본 정부 요인들과 매국 인사들을 처단하기 위해 암살단이 곳곳에서 꾸려졌고 이완용은 언제나 그들의 1번 타겟이 되었다.
1909년 10월 26일에 하얼빈에서 이토 히로부미가 암살됐다. 이완용은 11월 4일 서울 남산 장충단에서 열렸던 이토 통감 추도회에 침통한 표정으로 참석했다. 추도회는 일본 현지의 이토 히로부미의 장례식과 동시에 거행됐는데, 시종원경(侍從元卿) 윤덕영, 한성부민회(漢城府民會) 대표 윤효정 등이 대표로 함께 얼굴을 내밀었다. 그는 추도문을 읽는 자리에서 이토 공은 자신의 스승과 같은 존재였으며 그가 제창한 극동평화론(極東平和論)의 뜻을 지지하고 존경한다고 말하는 동시에 그를 암살한 안중근을 조선인의 이름으로 맹렬히 비난했다.
1909년 12월 22일에는 앞서 17일에 사망한 벨기에의 왕이자 콩고의 인간도살자인 레오폴 2세의 명동성당 추도미사에 참석하기 위해 인력거에 올랐다. 성당 정문 근처에서 군밤장수로 변장하고 기다리던 이재명이 이완용을 덮쳐 그의 옆구리와 어깨등을 순식간에 3차례 찔렀다. 그는 자신과 실랑이를 벌이는 인력거꾼마저 찔러 밀쳐내고 대한독립만세를 외치다 일본 순사의 군도에 넓적다리를 맞고 체포됐다. 인력거꾼 박원문은 그 자리에서 절명, 이완용은 곧바로 대한의원으로 후송됐다. 이재명은 이듬해 9월 이완용에 대한 살인미수 혐의 및 박원문을 살해한 죄로 교수형에 처해졌다.
이때 이완용은 칼에 왼쪽 폐가 관통됐는데, 마침 일본인 치료목적으로 파견와있던 일본인 외과의사들과 당시의 최신의료기술을 총동원, 2개월간의 입원 치료 끝에 구사일생으로 살아났다. 다만 이때부터 얻은 폐쪽의 지병이 천식과 폐렴으로 발전하여 평생 동절기마다 크게 고생했고 훗날 사망 원인이 된다.

## 1910년대~1920년대 활동

### 한일 병합 조약
1910년 8월에는 내각총리대신 이완용은 일본의 각본대로 내각회의를 소집해 한일병합에 관한 건을 상정하고 어전회의에 올려 뻔뻔하게도 황제의 면전에서 합병안을 통과시켰다. 이에 따라 한일양국병합전권위원회가 설치되자 22일에는 스스로 전권위원에 올라 데라우치 마사타케(寺內正毅)의 관사에서 한일 병합 조약에 직접 서명했다.

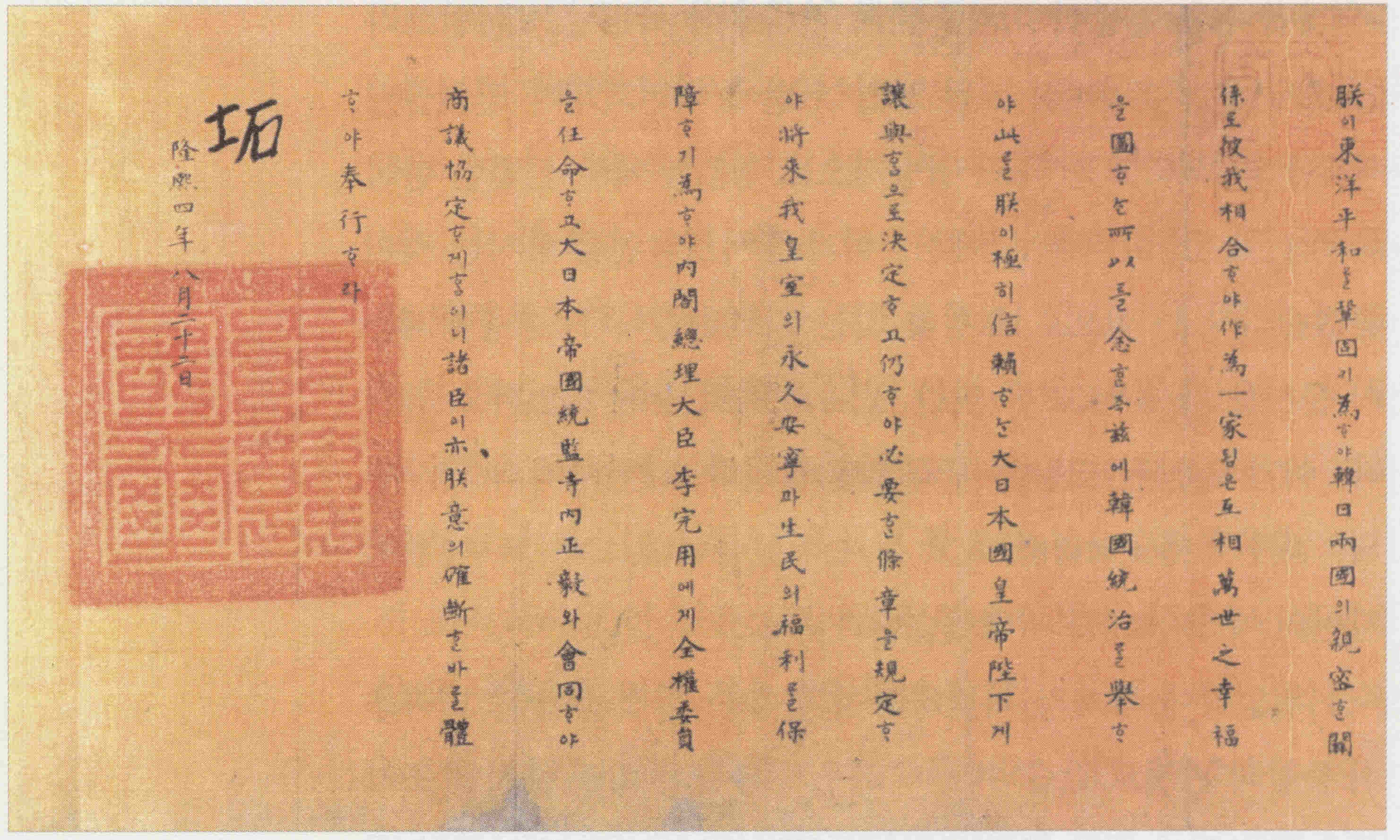
1910년 한일 병합 조약문

조약체결 후 곧 관직을 사퇴한 이완용은 조약문 5번 조항의 혜택으로, 일본 정부로부터 훈1등 백작(伯爵)의 작위와 잔무처리수당 60여 원(당시 일본돈 2원은 조선엽전 1천닢과 같은 가치였다고 한다), 퇴직금 1,458원 33전, 조선총독부의 은사공채금 15만 원을 지급받았다.

### 경술국치(한일병합) 이후

1916년 8월 4일자 매일신보. 이완용이 기고한 글로 이왕가의 왕세자 이은의 결혼 결정을 '내선융화'로 미화했다.

한일병합 이후, 백작이 된 그는 1912년에 조선총독부 중추원 부의장에 올라 '일선융화'(日鮮融化)를 진행시켰다. 그는 정기적으로 일본천황에게 조선귀족 대표로 직접 문안인사를 갔으며, 신사 참배는 물론이거니와 조선인 귀족들을 모아 두고 '천황폐하 만세'를 불렀다. 그해 7월 11일 농사장려회 회장으로 추대됐다.
1915년 10월 13일 조선농회 회두(會頭)로, 16년 7월 30일에는 이무회의 회두로 선출됐고, 1918년 5월 25일에는 조선귀족회 부회장에 선출됐다.
1919년 1월 15일에 고종 황제가 붕어했다. 시중에 독살설이 떠돌았는데, 고종 양위를 강요했던 친일파들, 특히 이완용이 그 배후로 지목됐다.

1919년 4월 5일자 매일신보 1면에 이완용이 3.1 운동의 실패를 주장하는 경고문 3번째 발표한 글.

1919년 3월 1일, 조선에서는 고종의 승하(昇遐)와 국제 연맹의 우드로 윌슨(Thomas Woodrow Wilson, 1856년 12월 28일 ~ 1924년 2월 3일) 미국 대통령의 민족자결주의 제창에 호응해 3·1 운동이 일어났다. 그 역시 민족 지도자들로부터 동참을 요청받았으나 오히려 당시 총독 데라우치 마사타케(寺內正毅)에게 탄압 필요성과 그 방안에 관한 편지를 수차례 보내기도 했다. 이완용은 공식적으로 경고문을 연달아 3회 발표하고, 3·1 운동이 불순세력에 의한 불순한 난동에 불과하며, 약육강식의 시대에 조선의 독립 기도는 허망할 뿐이라 발언했다.

### 친일관료 및 사회단체 활동
1920년에 일제는 3·1 운동 진압에 대한 공로로 그를 백작에서 후작으로 올려줬다. 일제 치하에서 그의 입지는 일본 황실로부터 훈장과 작위를 받으면서 더욱더 확고해졌다.

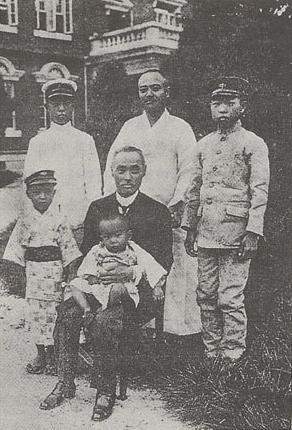
앞줄 왼쪽-손자 이병주, 가운데-이완용 본인, 안긴 아이는 손자 이병철, 뒷줄 왼쪽-손자 이병길, 뒷줄 가운데-차남 이항구, 뒷줄 오른쪽-손자 이병희

1921년에는 조선인 귀족 명부 관리 기관인 조선총독부 중추원 고문 겸 부의장을 지냈다. 내선일체(內鮮一體)와 일본어 보급을 독려했으며, 조선귀족원 회원, 농사장려회 회장, 조선물산공진협찬회 명예회원, 일본제국군인후원회 조선지부 평의원, 조선귀족회 부회장, 농림주식회사고문, 총독부 교육조사 및 산업조사위원, 조선농업교육연구회 고문, 선만노몽연구협회 고문 등등 친일단체들마다 깊숙히 간여해 일본의 식민지 정책과 한반도 수탈을 음으로 양으로 돕는다.

未離海底千山暗, 及到天中萬國明

해가 아직 바다 속을 떠나지 않았을 땐 온 산이 어둡더니,
하늘로 떠오르니 온 세상이 밝아지는구나.— 이완용이 송태조 조광윤(趙匡胤)의 영일시(詠日時-해를 찬양함)를 인용, 일본을 찬양했던 구절

1922년 3월 14일에는 조선미술전람회 서예부문 심사위원으로 위촉됐다.
1923년 1월 6일에는 조선사편찬위원회 고문으로 한국 역사를 일본의 시각에 껴맞춰 해석, 왜곡하는 이른바 “친일사관”을 정립하는 데 힘을 보탰다.
1924년에는 그의 아들 이항구도 남작이 되어, 조선인으로는 거의 드문 부자(父子) 귀족이 되기도 했다.
이완용과 핵심 친일파들 몇몇은 일제시대 내내 승승장구했던 반면 다수의 귀족들과 나머지 양반들의 형편도 국민들과 마찬가지로 점점 비참해졌다. 1910년 경술국치 이후 상당수의 귀족들이 일본으로부터 작위를 받고 상금을 받았지만, 일본의 수탈이 본격적으로 시작되면서 일어난 인플레이션으로 가만히 있어도 금방 돈의 가치가 떨어졌고, 그나마도 무위도식하거나 타락해서 방탕한 생활로 몰락해 가는 판이었다:348
대부분 세습 대토지로 사치를 누려온 그들이었지만, 일본에서 쏟아져 들어오는 공산품에 비해 농업의 가치는 나날이 떨어져가기만 해서, 계속 토지에 의존했던 그들 가운데는 이미 파산 지경에 이르러 품위 유지는 물론 생활조차 꾸려나가기 힘들 정도로 어려움을 겪고 있는 사람도 적지 않았다:348. 왕실과 연이 닿았던 이들중에는 창덕궁으로 몰려가 전 황제 고종, 순종 부자에게 가세의 어려움을 하소연하며 용돈을 타서 생활하는 자들도 있었다고 한다.

## 최후

말년의 이완용

1909년 이재명의 암살 미수 사건 때 폐에 상처를 입은 뒤로 이완용은 매년 겨울철만 되면 해소(咳嗽)와 천식, 폐렴과 흉통 등으로 고통을 겪었다. 일본에서 의사들을 불러 그 후로도 계속 정기적인 진료를 받았으나 차도는 보이지 않았다. 시들어가는 몸과는 반대로 그의 재산은 늘어나기만 했는데, 특히 땅 재산은 1억 3천만 평까지 불어났다. 당시 조선인 가운데 왕을 제외하고 가장 부자라는 소문까지 있었지만 폐렴과 해소 증상은 어쩔 수 없었고 죽을 때까지 흉통에 시달렸다. 이런 증상은 나이가 들면서 점점 더 심해졌다.
1925년에도 가을까지는 전라남도 화순군 동복면의 명승지 물염적벽을 유람하고 11월 하순에는 순종에게 문안인사를 하는 등 활발하게 활동했다. 그러나 찬바람이 불면서부터 다시 해소가 심해져 12월 5일 황해도 장단군 소남면 유덕리의 우봉 이씨 시조 이공정의 묘에서 열린 제사에 참석하지 못했다:349. 오래전 유실됐던 시조 이공정의 묘를 이완용이 손수 이것저것 챙겨 드디어 개축공사를 끝내고 원래 직접 제사를 지내려하려 했으나, 지병인 기침이 목숨을 위협할 정도로 심해졌다:349.
그후 얼마간 집에 들어앉아 요양을 해 어느 정도 호전됐다. 그래서 1926년 1월 12일 오전 10시 총독부에서 열린 중추원 신년 제1회 회의에 다소 무리를 해 참석하게 된다:350. 조선 총독부는 그해 1월 1일 경복궁 안에 신축한 청사로 이전해 있었으며, 조선 귀족 등록관청인 중추원도 새 청사 한 귀퉁이에 자리잡고 있었다. 조선 총독부는 새 청사를 데라우치 마사타케(寺內 正毅) 초대 총독이 입안했고, 하세가와 요시미치(長谷川 好道) 전 총독(2대)이 착공한 이래 9년만에 완공을 본 당시 동양 최대의 건물이라며 대대적으로 선전했다.
이완용은 새 청사에서 열린 새해 첫 회의인데다 사이토 마코토 총독도 참석한다고 해서 무리할 수 밖에 없었는데 이것이 그의 병을 결정적으로 악화시키고 말았다.:350. 부축을 받고 귀가 후 밤이 되자 기침이 손쓸 수 없을 정도가 됐고, 이내 졸도해 며칠간 고열에 시달리다 혼수상태에 빠졌다. . 1926년 2월 11일 오후 1시 20분 이완용은 옛 주인이 보낸 적포도주를 입에 대보지도 못한 채 일본인 의학 박사 두 명과 조선인 주치의, 그리고 그의 의붓형 이윤용과 차남 이항구가 지켜보는 가운데 옥인동 집에서 눈을 감았다. 향년 69세. 장손 이병길은 일본 유학 중으로 임종을 지키지 못했다.

## 사후

1926년 2월 13일 매일신보의 이완용 부고 기사

1926년 2월 12일, 장례식은 일본인, 조선인 합쳐 50명의 장례위원들이 엄수했고, 일황(日皇)이 하사한 “조선총독부 중추원 부의장 정2위대훈위후작 우봉이공지구”(朝鮮總督府 中樞阮 副議長 正二位大勳位候爵 牛峯李公之柩)라고 적힌 장례깃발을 앞세워 호화로운 장례 행렬이 이어졌다. 일본 순사들의 호위속에 종로 옥인동부터 광화문까지 이어진 장례 행렬의 규모는 고종 황제 장례행렬을 넘는 게 아닌가 할 정도였다고 한다.

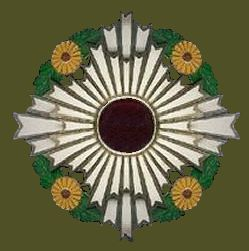
대훈위 국화대수장

같은 날, 매국친일(賣國親日)의 대가로 일본 황실로부터 대훈위 국화대수장을 받았다.
국화대수장은 일본 황실이 현재도 수여하고 있다. 역대 수훈자 목록에서 한국인의 이름은 현재까지 4명이 확인되는데, 영친왕 이은(李垠), 의친왕의 장남 이건(李鍵), 차남 이우(李鍝) 등 왕족 3명을 제외하면 이완용이 유일하다.

1926년 2월 13일자 동아일보 사설란

1926년 2월 13일자 동아일보 사설란에 '무슨 낯으로 이 길을 떠나가나'라는 제목의 기사다.
그도 갔다. 그도 필경 붙들려갔다. 보호순사의 겹겹 파수와 견고한 엄호도 저승차사의 달려듦 하나는 어찌하지 못하였다. 너를 위하여 준비하였던 것이 이때였다. 아무리 몸부림하고 앙탈하여도 꿀꺽 들이마시지 아니치 못할 것이 이날의 이 독배이다. (중략) 어허, 부둥켰던 그 재물은 그만하면 내놓았지. 앙탈하던 이 책벌을 이제부터는 영원히 받아야지!

이완용이 금일 염라국에 입적하엿스니 염라국의 장례가 가려
-당시 중앙일보의 기사 중

(해석:이완용이 오늘 염라국(지옥)에 입적하였으니 염라국의 장래가 걱정된다)
이완용은 전라북도 익산군 낭산면 낭산리의 산에 묻혔다. 해당 지역을 묘지로 택한 이유가 일설에 의하면 매국 행동에 대한 앙갚음으로 인한 묘소 훼손이 두려웠던 나머지 1926년 당시에는 굉장히 궁벽한 벽지였던 낭산리 임야를 일부러 택했던 것으로 추정하는 의견도 있다. 해방 이전에도 훼묘 사건이 종종 있어 일본 순사가 묘를 지켰고 해방 이후로도 지속적으로 훼묘 사건이 끊이지 않아 급기야 1979년, 직계 후손들이 아예 파묘(破墓)하여 그 유골은 화장했다. 그의 관 뚜껑이 박물관에 전시되어 있었으나 역사학자 이병도가 ‘매국노의 관 뚜껑을 전시하는 것을 반대’한다며 뚜껑을 불태웠다. 이완용의 묘터는이후 채석장으로 바뀌어 있었던 옛 흔적조차 사라져 버렸다.
1935년 당시 총독부가 편찬한 《조선공로자명감》에 조선인 공로자 353명 중 한 명으로 수록됐다. 그의 작위는 장남 이승구가 먼저 죽었으므로 이승구의 양자로 입양된 이항구의 아들 이병길이 습작했다.
1945년 해방 후 이완용의 가족과 후손들은 가는 곳마다 사람들에게 손가락질 당하거나 돌팔매를 맞고 다녔다. 장손주 이병길은 앞서 말한대로 6.25 전쟁때 행방불명되었으며 둘째 손주 이병주는 사람들의 손가락질을 이기지 못하고 1962년 일본으로 밀항해 아예 일본인으로 귀화했다고 한다. 또한 큰증손자 이윤형은 남은 재산을 정리해 캐나다로 이민을 가는 등 이완용의 직계후손은 거의 뿔뿔이 사방으로 흩어졌다. 이병주는 1982년 대한민국 국적을 포기하였다.
그의 실제 묘소가 익산군 낭성면 낭성리 내산동, 미륵산 중턱에서 발견되자 누군가 그의 묘비에 총을 쏘는 등의 일이 발생했다. 1979년 4월 서울에 사는 증손자 형제들 손주며느리들이 인부 10여 명을 데리고 찾아와 파묘하고, 파묘한 그의 유골은 거두어 화장하여 익산 장암천에 뿌렸다.
2002년 민족정기를 세우는 국회의원모임이 발표한 친일파 708인 명단과 2008년 공개된 민족문제연구소의 친일인명사전 수록예정자 명단에는 아들 이항구와 함께 이름이 올랐다. 민족문제연구소의 명단에는 6.25때 행방불명된 장손자 이병길의 이름도 올라있다.
2006년 친일반민족행위진상규명위원회가 조사, 발표한 친일반민족행위 106인 명단에 포함되었다. 2007년 대한민국 친일반민족행위자재산조사위원회는 이완용과 이병길의 재산을 국가로 환수하기로 결정했다.
1992년부터 이완용의 후손들은 캐나다로 이민간 장손주 이윤형을 대표로 조상땅찾기 소송을 시작했다. 그들은 1992년 서울대학교를 상대로 경기도 고양시 임야 2만 5천평에 대한 반환청구 소송을 냈다가 패소했고, 다시 1998년 7월에는 서울 서대문구 북아현동 일대 토지 2372m2(약 712평)에 대한 반환청구 소송을 내 승소했다. 반환받은 토지는 즉시 제3자에게 매각, 약 30억원의 매매 이익을 얻었다고 한다. 아직도 이완용과 송병준 등 친일파의 후손들은 친일 환수 재산 반환 소송을 여러 개 준비중이다.
2008년 12월, 서울대학교병원의 전신인 옛 대한의원 때 일본인 의사가 작성한 흉부외과 수술 차트가 발견됐다. 해당 기록은 1909년 12월 22일 피습 당일 이완용의 것이라고 서울대학교병원 흉부외과 김원곤 교수가 18일 언론에 밝혔다. 이는 한국 의료 역사상 최초의 흉부외과 기록으로, 단순의료기록이라기보다 검사 측 요구로 재판에 채택된 감정서 성격이 큰 것으로 보인다고 한다.

## 평가

### 부정적 평가
첫째, 일본과 러시아의 틈바구니 속에서 조선의 독립을 놓고 이리저리 애썼던 것만은 사실이나, 그에게 있어 독립이란 '근대적 국민 국가'로서의 독립보다는 왕실 보존 및 안위 문제로서의 '독립'이란 의미였다. 그 예로 미국을 끌어들이려 온갖 수를 다썼지만, 정작 미국을 본받아야 했던 보통교육, 참정권, 공화정, 노비 철폐 등은 전혀 도외시했고, 근대적 의회 정치에 대한 합의를 이끌어 내거나 국가로서 세계에서 인정받을 수 있는 가장 기본적 조건인 근대 헌법 제정등에 전혀 한 일이 없다.
```
특히 이완용 등 수구파들이 대한제국을 선포하며 내놓은 
대한국 국제
라는 것은 왕권의 전통적 절대성만을 강조한 내용으로, 국민 모두를 아우를 지지와 합의를 이끌어낸다는 것은 애당초 불가능했다.
```

둘째, 근대 개혁을 정부 주도로 하려했음에도 그 동력이 될 국가 예산이나 국가 재산 및 세수 확보에도 한 일이 없다. 수백년간 면세를 누려온 양반들, 특히 온갖 혜택을 독점한 문벌 세도가들이라든지, 왕실 종친들에게 사사로이 주었던 국가 전매 사업등, 근대화에 방해가 되는 사회 구조를 놔두고 이완용 등 수구파들이 한 짓은 각종 이권을 열강들에게 헐값에 넘기는 일 뿐이었다. 여기서 받은 얼마간의 돈은 왕실 재정과 일부 정부 요인들에게 도움은 됐을지언정, 이권을 넘겨 열강들이 마구 국부를 유출해가는 통에 정부 재정과 국민의 삶은 더욱더 피폐해져 갔다.
게다가 일본에 나라를 판 후 대가로 불어난 그의 재산은 현재 추산 수조 원에 달했고 가진 땅만 1억 3천만 평이 넘었어도, 을사조약 체결 직전 변명처럼 떠들었던 '나라가 다시 부강해지면 그 때 가서 국권을 되찾으면 된다'는 말을 실현하기 위해 한 일이 전혀 없었고, 후배들과 역사에 전혀 본보기가 되지 못했다.
셋째, 그의 리더십으로는 대한제국 정부 내각 내에서조차 합의를 이끌지 못하고 정적(政敵)들만 자꾸 생겼다. 이완용이 젊은 시절 주미공사관에 있을 때부터 수십년간 그를 지켜봐왔던 윤치호는 다음과 같은 인물평을 남겼다.

나는 이완용을 대단히 싫어한다. 그의 특권의식, 야비한 교활성과 음흉함, 그와 같거나 열등한 사람들에 대해서는 고집스럽고 권세 있는 사람들에게는 굴욕적일 만큼 복종하는 태도, 이 모든 것이 나로 하여금 그에게 편견을 갖게 한다. 이완용은 철저한 기회주의자요 변절주의자 아부주의자였다고 할 수 있다. 주지하다시피 이완용은 초창기 독립협회의 의장이었다. 독립협회의 구성원이 대부분 우습지만 일본과 가까운 사람들이 많았지만 말이다. 
 - 윤치호 일기 내용 중에서-

이완용의 조카 김명수가 이완용 사후 1주년을 기리기 위해 1927년에 저술한 책 《일당기사》

또한, 이완용의 조카이자 이완용의 비서직으로 있던 김명수가 이완용을 기리기 위해 1927년 《일당기사(一堂紀事)》를 펴냈는데, 《일당기사》 내용 중에서 이완용의 가치관이 어땠는지를 엿볼 수 있다.
나는 20세 때에 한학(漢學)을 숭상하고 산림학(山林學)에 종사했으나 존도숭유(尊道崇儒)의 풍이 퇴색하고 외국과의 교통이 확장되어 서양과의 교제가 절실하여 하루아침에 머리를 깎고 구미(歐美)로 갔다. 최초에는 조선인이 목적으로 하는 문과에 합격했다. 당시 미국과의 교제가 점차 긴요한 까닭에 신설된 육영공원에 입학했고 미국으로 건너갔다.

 갑오경장 후 을미년에는 아관파천 사건으로 노당(露黨·친러파)의 호칭을 얻었고, 그 후 러일전쟁이 끝날 때 전환하여 현재의 일파(日派·친일파) 칭호를 얻었다. 이는 때에 따라 적당함을 따르는 것일 뿐 다른 길이 없다. 무릇 천도(天道)에 춘하추동이 있으니 이를 변역(變易)이라 한다. 인사(人事)에 동서남북이 있으니 이것 역시 변역이라 한다. 천도, 인사가 때에 따라 변역하지 않으면 실리를 잃고 끝내 성취하는 바가 없게 될 것이다.

매천야록(梅泉野錄)에는 그가 이재명(李在明) 의사(義士)의 칼을 맞고 입원중, 자신을 간호하던 맏며느리 임건구와 간통을 하여 장남 이승구가 자살하였고, 며느리는 이완용이 첩처럼 데리고 살았다는 패륜적 성추문 마저 기록돼 있다.
그런데 친일파 문제를 연구해온 윤덕한 민족문제연구소 연구원에 따르면, 이완용이 며느리와 불륜을 저질러 아들이 자살했다는 이야기는 잘못된 사실이다. 윤덕한 연구원에 따르면, 이승구는 을사조약이 체결되기 이전인 1905년 음력 7월, 자살이 아니라 병으로 죽었다. 어렸을 때부터 몸이 허약했던 이승구는 사망 당시 26세였다.
```
며느리와의 불륜설도 잘못된 사실이다. 
친일파
이자 
매국
노인 이완용을 배척한 
민중
들의 감정이 담긴 이야기일 뿐, 
술
과 
이성
을 멀리하고 
서예
와 
독서
를 하는 사람이었다.
```

이완용의 손자이자, 자식없이 죽은 큰아들(이승구)을 대신하여 장손으로 입적한 자인 이병길도 친일파였다.이완용이 죽은 뒤, 일제 후작 작위와 전재산을 상속 받은 병길은 조선귀족회 이사와 조선임전보국단 이사, 국민총력조선연맹 참사 등을 지내며 일제에 적극 협력했다.

넷째, 아래의 이른바 '긍정적 평가'의 이면엔 과연 무엇을 위한 타협이었나라는 근본적 의문이 존재한다. 나라가 없이 왕실이 무슨 소용이며 대다수 양반들 역시 일반 국민과 마찬가지로 구차하고 고생스러운 삶을 살았고, 더욱이 일제에 착취당하며 곧 강제징용 및 일본군위안부 등으로 학대당하게 될 백성들의 삶은 애당초 친일파들의 고려대상이 아니었다.
이러한 이유들로 인해 이완용은 현재까지도 한국인 사이에서 매국노의 대명사로 알려져있으며, 그 이름은 중국에까지 알려지기도 했다.

### 긍정적 평가
일단, 그는 조선의 문을 닫은 장본인이고 일본을 끌어들인 것은 맞으나, 같은 친일파 박중양(朴重陽)은 1945년 해방이후 이완용을 '역사의 희생자'라며 변호:15 한데 이어, 하물며 관직을 사퇴하고 도피하는 것은 무책임한 자의 행동:15 일 뿐이다.'라며 이완용이 모든 악역을 자처했다고 변호했다. 그는 '누구라도 이완용과 동일한 경우의 처지가 된다면 이완용 이상의 선처할 도리가 없었을 것이다.'라며 이완용 등은 단순히 매국노가 아니라고 주장했다. 이는 을사조약 때나 경술국치 이후 관직을 내놓았던 일부 양심 인사들, 또한 그들을 존경하던 사람들과 엄청난 논쟁거리가 되었다.
특히 아관파천 이후 러시아의 각종 이권 요구를 막아낸 이완용을 서재필은 독립신문 1897년 11월 11일 자 논설을 통해 "이완용이 죽음을 두려워하지 않고 나라를 위해 외국에 이권을 넘겨주는 것에 반대했다"면서 "대한의 몇 째 아니 가는 재상"으로 극찬하고 있다. 이완용과 동시에 과거에 급제했던 서재필은 갑신정변의 주동자로 부인과 젖먹이 아들까지 죽임을 당하고 미국으로 도망가 갖은 고생을 다했었고, 당연히 수구파의 좌장격인 이완용에게 감정이 좋지 않았을 터였음에도 칭찬한 것이다. 물론 이완용이 이후, 서구식 참정권을 주장하는 개화파 계열 독립협회원들을 공격하고 이내 협회내 모든 간부직에서 자진 사퇴하자 둘 사이의 틈은 돌이킬 수 없는 것이 되었으며, 수구파들을 대동하여 친일 개화파들과 짬짜미해 임금과 백성을 속이고 일본에 나라를 팔자 서재필은 더 큰 증오와 멸시를 보내게 된다.

## 가족 관계
| 흥선대원군 (興宣大院君) (운현궁 가계도) | 흥선대원군 (興宣大院君) (운현궁 가계도) | 흥선대원군 (興宣大院君) (운현궁 가계도) | 흥선대원군 (興宣大院君) (운현궁 가계도) | 흥선대원군 (興宣大院君) (운현궁 가계도) | 흥선대원군 (興宣大院君) (운현궁 가계도) |                 |                 |                 |                 |                 |                 |                 |                 |                                      |                                      |                                      |                                      | 이호준 (李鎬俊)                      | 이호준 (李鎬俊)                      | 이호준 (李鎬俊) | 이호준 (李鎬俊) | 이호준 (李鎬俊) | 이호준 (李鎬俊) |                                                                     |                                                                     |                                                                     |                                                                     |                                                                     |                                                                     |  |  |                 |                 |                 |                 |                 |                 |                 |                 |                 |                 |                 |                 | 조병익 (趙秉翼) | 조병익 (趙秉翼) | 조병익 (趙秉翼) | 조병익 (趙秉翼) | 조병익 (趙秉翼) | 조병익 (趙秉翼) |                 |                 |                 |                 |                 |                 |  |  |  |  |  |  |  |  |  |  |  |  |  |  |  |  |
| 흥선대원군 (興宣大院君) (운현궁 가계도) | 흥선대원군 (興宣大院君) (운현궁 가계도) | 흥선대원군 (興宣大院君) (운현궁 가계도) | 흥선대원군 (興宣大院君) (운현궁 가계도) | 흥선대원군 (興宣大院君) (운현궁 가계도) | 흥선대원군 (興宣大院君) (운현궁 가계도) |                 |                 |                 |                 |                 |                 |                 |                 |                                      |                                      |                                      |                                      | 이호준 (李鎬俊)                      | 이호준 (李鎬俊)                      | 이호준 (李鎬俊) | 이호준 (李鎬俊) | 이호준 (李鎬俊) | 이호준 (李鎬俊) |                                                                     |                                                                     |                                                                     |                                                                     |                                                                     |                                                                     |  |  |                 |                 |                 |                 |                 |                 |                 |                 |                 |                 |                 |                 | 조병익 (趙秉翼) | 조병익 (趙秉翼) | 조병익 (趙秉翼) | 조병익 (趙秉翼) | 조병익 (趙秉翼) | 조병익 (趙秉翼) |                 |                 |                 |                 |                 |                 |  |  |  |  |  |  |  |  |  |  |  |  |  |  |  |  |
|                                         |                                         |                                         |                                         |                                         |                                         |                 |                 |                 |                 |                 |                 |                 |                 |                                      |                                      |                                      |                                      |                                      |                                      |                 |                 |                 |                 |                                                                     |                                                                     |                                                                     |                                                                     |                                                                     |                                                                     |  |  |                 |                 |                 |                 |                 |                 |                 |                 |                 |                 |                 |                 |                 |                 |                 |                 |                 |                 |                 |                 |                 |                 |                 |                 |  |  |  |  |  |  |  |  |  |  |  |  |  |  |  |  |
| 이씨(李氏)                              | 이씨(李氏)                              | 이씨(李氏)                              | 이씨(李氏)                              | 이씨(李氏)                              | 이씨(李氏)                              |                 |                 |                 |                 |                 |                 | 이윤용 (李允用) | 이윤용 (李允用) | 이윤용 (李允用)                      | 이윤용 (李允用)                      | 이윤용 (李允用)                      | 이윤용 (李允用)                      |                                      |                                      |                 |                 |                 |                 | 이완용 (李完用) 이호석(李鎬奭)의 차남으로 출생 이호준의 아들로 입적 | 이완용 (李完用) 이호석(李鎬奭)의 차남으로 출생 이호준의 아들로 입적 | 이완용 (李完用) 이호석(李鎬奭)의 차남으로 출생 이호준의 아들로 입적 | 이완용 (李完用) 이호석(李鎬奭)의 차남으로 출생 이호준의 아들로 입적 | 이완용 (李完用) 이호석(李鎬奭)의 차남으로 출생 이호준의 아들로 입적 | 이완용 (李完用) 이호석(李鎬奭)의 차남으로 출생 이호준의 아들로 입적 |  |  |                 |                 |                 |                 | 조씨(趙氏)      | 조씨(趙氏)      | 조씨(趙氏)      | 조씨(趙氏)      | 조씨(趙氏)      | 조씨(趙氏)      |                 |                 |                 |                 |                 |                 |                 |                 | 조민희 (趙民熙) | 조민희 (趙民熙) | 조민희 (趙民熙) | 조민희 (趙民熙) | 조민희 (趙民熙) | 조민희 (趙民熙) |  |  |  |  |  |  |  |  |  |  |  |  |  |  |  |  |
| 이씨(李氏)                              | 이씨(李氏)                              | 이씨(李氏)                              | 이씨(李氏)                              | 이씨(李氏)                              | 이씨(李氏)                              |                 |                 |                 |                 |                 |                 | 이윤용 (李允用) | 이윤용 (李允用) | 이윤용 (李允用)                      | 이윤용 (李允用)                      | 이윤용 (李允用)                      | 이윤용 (李允用)                      |                                      |                                      |                 |                 |                 |                 | 이완용 (李完用) 이호석(李鎬奭)의 차남으로 출생 이호준의 아들로 입적 | 이완용 (李完用) 이호석(李鎬奭)의 차남으로 출생 이호준의 아들로 입적 | 이완용 (李完用) 이호석(李鎬奭)의 차남으로 출생 이호준의 아들로 입적 | 이완용 (李完用) 이호석(李鎬奭)의 차남으로 출생 이호준의 아들로 입적 | 이완용 (李完用) 이호석(李鎬奭)의 차남으로 출생 이호준의 아들로 입적 | 이완용 (李完用) 이호석(李鎬奭)의 차남으로 출생 이호준의 아들로 입적 |  |  |                 |                 |                 |                 | 조씨(趙氏)      | 조씨(趙氏)      | 조씨(趙氏)      | 조씨(趙氏)      | 조씨(趙氏)      | 조씨(趙氏)      |                 |                 |                 |                 |                 |                 |                 |                 | 조민희 (趙民熙) | 조민희 (趙民熙) | 조민희 (趙民熙) | 조민희 (趙民熙) | 조민희 (趙民熙) | 조민희 (趙民熙) |  |  |  |  |  |  |  |  |  |  |  |  |  |  |  |  |
|                                         |                                         |                                         |                                         |                                         |                                         |                 |                 |                 |                 |                 |                 |                 |                 |                                      |                                      |                                      |                                      |                                      |                                      |                 |                 |                 |                 |                                                                     |                                                                     |                                                                     |                                                                     |                                                                     |                                                                     |  |  |                 |                 |                 |                 |                 |                 |                 |                 |                 |                 |                 |                 |                 |                 |                 |                 |                 |                 |                 |                 |                 |                 |                 |                 |  |  |  |  |  |  |  |  |  |  |  |  |  |  |  |  |
|                                         |                                         |                                         |                                         |                                         |                                         |                 |                 |                 |                 |                 |                 |                 |                 |                                      |                                      |                                      |                                      |                                      |                                      |                 |                 |                 |                 |                                                                     |                                                                     |                                                                     |                                                                     |                                                                     |                                                                     |  |  |                 |                 |                 |                 |                 |                 |                 |                 |                 |                 |                 |                 |                 |                 |                 |                 |                 |                 |                 |                 |                 |                 |                 |                 |  |  |  |  |  |  |  |  |  |  |  |  |  |  |  |  |
|                                         |                                         |                                         |                                         |                                         |                                         | 이명구 (李明九) | 이명구 (李明九) | 이명구 (李明九) | 이명구 (李明九) | 이명구 (李明九) | 이명구 (李明九) |                 |                 |                                      |                                      | 이승구 (李升九)                      | 이승구 (李升九)                      | 이승구 (李升九)                      | 이승구 (李升九)                      | 이승구 (李升九) | 이승구 (李升九) |                 |                 | 임걸귀                                                              | 임걸귀                                                              | 임걸귀                                                              | 임걸귀                                                              | 임걸귀                                                              | 임걸귀                                                              |  |  |                 |                 | 이항구 (李恒九) | 이항구 (李恒九) | 이항구 (李恒九) | 이항구 (李恒九) | 이항구 (李恒九) | 이항구 (李恒九) |                 |                 | 김진구 (金鎭九) | 김진구 (金鎭九) | 김진구 (金鎭九) | 김진구 (金鎭九) | 김진구 (金鎭九) | 김진구 (金鎭九) |                 |                 | 조중수 (趙重壽) | 조중수 (趙重壽) | 조중수 (趙重壽) | 조중수 (趙重壽) | 조중수 (趙重壽) | 조중수 (趙重壽) |  |  |  |  |  |  |  |  |  |  |  |  |  |  |  |  |
|                                         |                                         |                                         |                                         |                                         |                                         | 이명구 (李明九) | 이명구 (李明九) | 이명구 (李明九) | 이명구 (李明九) | 이명구 (李明九) | 이명구 (李明九) |                 |                 |                                      |                                      | 이승구 (李升九)                      | 이승구 (李升九)                      | 이승구 (李升九)                      | 이승구 (李升九)                      | 이승구 (李升九) | 이승구 (李升九) |                 |                 | 임걸귀                                                              | 임걸귀                                                              | 임걸귀                                                              | 임걸귀                                                              | 임걸귀                                                              | 임걸귀                                                              |  |  |                 |                 | 이항구 (李恒九) | 이항구 (李恒九) | 이항구 (李恒九) | 이항구 (李恒九) | 이항구 (李恒九) | 이항구 (李恒九) |                 |                 | 김진구 (金鎭九) | 김진구 (金鎭九) | 김진구 (金鎭九) | 김진구 (金鎭九) | 김진구 (金鎭九) | 김진구 (金鎭九) |                 |                 | 조중수 (趙重壽) | 조중수 (趙重壽) | 조중수 (趙重壽) | 조중수 (趙重壽) | 조중수 (趙重壽) | 조중수 (趙重壽) |  |  |  |  |  |  |  |  |  |  |  |  |  |  |  |  |
|                                         |                                         |                                         |                                         |                                         |                                         |                 |                 |                 |                 |                 |                 |                 |                 |                                      |                                      |                                      |                                      |                                      |                                      |                 |                 |                 |                 |                                                                     |                                                                     |                                                                     |                                                                     |                                                                     |                                                                     |  |  |                 |                 |                 |                 |                 |                 |                 |                 |                 |                 |                 |                 |                 |                 |                 |                 |                 |                 |                 |                 |                 |                 |                 |                 |  |  |  |  |  |  |  |  |  |  |  |  |  |  |  |  |
|                                         |                                         |                                         |                                         |                                         |                                         |                 |                 |                 |                 |                 |                 |                 |                 |                                      |                                      |                                      |                                      |                                      |                                      |                 |                 |                 |                 |                                                                     |                                                                     |                                                                     |                                                                     |                                                                     |                                                                     |  |  |                 |                 |                 |                 |                 |                 |                 |                 |                 |                 |                 |                 |                 |                 |                 |                 |                 |                 |                 |                 |                 |                 |                 |                 |  |  |  |  |  |  |  |  |  |  |  |  |  |  |  |  |
|                                         |                                         |                                         |                                         |                                         |                                         | 이병태 (李丙台) | 이병태 (李丙台) | 이병태 (李丙台) | 이병태 (李丙台) | 이병태 (李丙台) | 이병태 (李丙台) |                 |                 | 이병길 (李丙吉) 이승구의 아들로 입적 | 이병길 (李丙吉) 이승구의 아들로 입적 | 이병길 (李丙吉) 이승구의 아들로 입적 | 이병길 (李丙吉) 이승구의 아들로 입적 | 이병길 (李丙吉) 이승구의 아들로 입적 | 이병길 (李丙吉) 이승구의 아들로 입적 |                 |                 | 이병희 (李丙喜) | 이병희 (李丙喜) | 이병희 (李丙喜)                                                     | 이병희 (李丙喜)                                                     | 이병희 (李丙喜)                                                     | 이병희 (李丙喜)                                                     |                                                                     |                                                                     |  |  | 이병주 (李丙周) | 이병주 (李丙周) | 이병주 (李丙周) | 이병주 (李丙周) | 이병주 (李丙周) | 이병주 (李丙周) |                 |                 | 이병철 (李丙喆) | 이병철 (李丙喆) | 이병철 (李丙喆) | 이병철 (李丙喆) | 이병철 (李丙喆) | 이병철 (李丙喆) |                 |                 | 이병오 (李丙吾) | 이병오 (李丙吾) | 이병오 (李丙吾) | 이병오 (李丙吾) | 이병오 (李丙吾) | 이병오 (李丙吾) |                 |                 |  |  |  |  |  |  |  |  |  |  |  |  |  |  |  |  |

- 9대조 : 이유경(李有敬) - 생부 이할(李劼)은 현감(縣監)을 지냈고, 호성공신(扈聖功臣)으로 좌찬성(左贊成)에 증직
- 8대조 : 이흡(李翖, ?~1637) - 순절(殉節), 생부 이유겸(李有謙, 1586∼1663)은 호조참의(戶曹參議)
- 8대조모 : 동복오씨(同福吳氏, ?~1637) - 오백령(吳百齡, 1560~1633)의 딸. 1594년 문과. 이조참판 역임
- 7대조 : 이만성(李晩成, 1659~1722) - 1682년 진사, 1696년 문과, 이조판서, 생부 이숙(李䎘, 1626~1688)은 1648년 진사, 1655년 문과 후 우의정. 시호는 충헌(忠獻)
- 7대조모 : 안동김씨(安東金氏[新], 1659~1703) - 영의정 김수흥(金壽興, 1626~1690)의 딸. 김상헌(金尙憲, 1570~1652)의 증손녀
- 6대조 : 이구(李絿, 1688~?) - 1717년 생원, 현감(縣監), 공조정랑(工曹正郎)
- 6대조모 : 동래정씨(東萊鄭氏) - 황해도관찰사(黃海道觀察使) 정시선(鄭是先, 1650~1717)의 딸
- 5대조 : 이명빈(李命彬) - 생부는 이렴(李濂)
- 고조부 : 이뢰(李耒, 1733~1756) - 명릉참봉(明陵參奉), 이조참판(吏曹參判)을 증직. 생부 이제원(李濟遠, 1709~1752)은 1736년 문과, 대사간이고, 생조부는 도암(陶庵) 이재(李縡, 1680~1746)
- 고조모 : 해평윤씨(海平尹氏, 1732~1809) - 홍문관교리(弘文館校理) 윤득경(尹得敬, 1702~1742)의 딸. 1726년 진사, 1736년 문과
- 증조부 : 이광유(李光裕, 1761~1800) - 1783년 생원, 이조판서(吏曹判書)를 증직. 생부는 이숭(李崧)
- 증조모 : 안동김씨(安東金氏) - 군수 김이인(金履仁)의 딸. 이조판서 김희순(金羲淳, 1757~1821)의 아버지
- 조부 : 이식(李埴, 1777~?) - 부사(府使), 좌찬성(左贊成)을 증직
- 조모 : 창원황씨(昌原黃氏) - 황인도(黃仁燾, 1740~?)의 딸. 1780년 생원, 삼등 현령(三登縣令)
- 양부 : 이호준(李鎬俊, 1821∼1901) - 1864년 문과, 판중추부사. 시호는 충익(忠翼). 생부는 이해(李垓).
- 양모 : 여흥민씨(驪興閔氏) - 증 좌찬성 민용현(閔龍顯, 1786~?)의 딸. 여양부원군(驪陽府院君) 민유중(閔維重)의 4대손.
- 부인 : 양주조씨(楊州趙氏) - 조병익(趙秉翼)의 딸. 조민희(趙民熙, 1859 ~ 1931)의 부친, 이조판서 조재순(趙在淳, 1807~?)의 아들이고, 조병세(趙秉世, 1827~1905)의 사촌(四寸).
- 장남 : 이승구(李升九)
- 큰며느리 : 임건구(任乾九, ?~?) - 풍천임씨(豊川任氏) 임대준(任大準, 1857~?)의 딸. 1882년 문과, 영변 부사(寧邊府使)를 지냄. 정미칠적(丁未七賊) 임선준(任善準, 1860~1919)의 친형
- 손자(양자) : 이병길(李丙吉, 1905~1950) - 동경 천단미술학교(東京川端美術學校) 졸업. 일본 궁내성(宮內省) 식부직(式部職) 역임. 중추원 참의. 남작 작위를 승계. 친일반민족행위자. 생부 이항구(李恒九).
- 장손부 : 이병전(李丙田) - 전주이씨(全州李氏) 이인영(李仁榮)의 장녀
- 증손자 : 이윤형(李允衡) - 대한사격연맹 사무국장
- 차남 : 이항구(李恒九, 1881~1945) - 관직은 이왕직 차관에 이르렀으며, 남작 작위를 받음
- 작은며느리 : 김진구(金鎭九, ?~1933) - 안동김씨(安東金氏) 김문규(金文圭)의 딸
- 손자 : 이병길(李丙吉, 출계)
- 손자 : 이병희(李丙喜, 출계)
- 손자 : 이병주(李丙周, 1913~?) - 동경 학습원고등과(東京學習院高等科) 졸업. 남작 작위를 승계. 1962년 일본으로 밀항 후 일본에 귀화하여 일본국적 취득.
- 증손자 : 이석형
- 손자 : 이병철(李丙喆) - 동경 학습원중등과(東京學習院中等科) 졸업, 삼성 창업주 이병철(李秉喆, 1910~1987)과 다른 사람.
- 손녀 : 이병오(李丙吾) - 동경여자실천학교(東京女子實踐學校)
- 장녀 : 일찍 사망
- 양가 형(庶子) : 이윤용(李允用, 1854∼1939) - 형조판서. 친일반민족행위자. 남작 작위를 받음.
- 양가 형 형수 : 전주이씨(全州李氏) - 흥선대원군(興宣大院君)의 서녀(庶女).
- 양가 형 형수 : 김씨(金氏) - 김기태(金箕台)의 딸
- 조카 : 이명구(李明九)
- 종손(從孫) : 이병태(李丙台)
- 종손(從孫) : 이병옥(李丙玉, 1913~1989) - 남작 작위를 승계. 친일반민족행위자.
- 생증조부 : 이광엽(李光燁)
- 생조부 : 이규(李圭)
- 생부 : 이호석(李鎬奭, 1822~1888) - 아명(兒名)은 이석준(李奭俊). 감역(監役). 생부는 이질(李耋)
- 생모 : 신씨(辛氏, 1827~1893)
- 본생가 형 : 이면용(李冕用, 1843~?) - 1885년 진사. 정릉 영(靖陵令)
- 본생가 조카 : 이학구(李鶴九, 1862~?) - 1891년 진사. 건원릉(健元陵)·현릉(顯陵)·목릉(穆陵)·휘릉(徽陵)·숭릉(崇陵)·혜릉(惠陵)·원릉(元陵)·수릉(綏陵)·경릉(景陵) 참봉(參奉)
- 본생가 조카 : 이인구(李麟九, 1867~?) - 1894년 진사. 공릉(恭陵)·순릉(順陵)·영릉(永陵) 참봉

## 재산
일제 최고의 부호였다. 2018년 친일반민족행위자재산조사위원회가 공개한 백서에 따르면 이완용 후작은 여의도 7.7배의 토지를 보유했다. 이완용 후작의 사저에는 많은 하인과 호위무사가 있었는데 이를 포함하면 재산을 예측할 수 없는 규모였다. 당시 브레게에서는 왕족, 귀족, 젠트리(정치가, 기업가)만을 위해서 시계를 생산했는데 그 중 세계에서 가장 비싼 시계 중 하나를 이완용 후작이 보유했다. 그 시계의 한 단계 하위 버전 한 점이 325억원에 2016년에 경매되었다.

## 대중 매체
- 드라마 대한국인(1979년 8월 15일) 중 정래협
- 드라마 풍운(1982년 1월 10일 - 12월 26일) 중 조재훈
- 드라마 조선총독부(1984년 2월 29일 - 3월 1일) 중 변희봉
- 드라마 오성장군 김홍일(1985년 10월 1일) 중 박규식
- 드라마 님의 침묵(1986년 3월 1일) 중 이순재
- 드라마 대원군(1990년 5월 6일 - 12월 23일) 중 박태호
- 드라마 왕조의 세월(1990년 8월 15일 - 8월 16일) 중 박경득
- 드라마 김구(1995년 8월 5일 - 9월 24일) 중 김재건
- 김한준 - 《한국사 전: 그는 왜 매국노가 되었나?》 KBS 다큐멘터리
- 드라마 명성황후(2001년 5월 9일 - 2002년 7월 18일) 중 강인기
- 영화 도마 안중근(2004년 작) 중 성형진
- 드라마 미스터션사인(2018년 7월 7일 - 2018년 9월 30일) 중 정승길 - 극 중 김의성이 연기하는 이완익이 이완용 총리라고 생각지만, 다른 사람이다.

### 내용주
1. ↑  갑과나 을과 급제자는 보통 6, 7품, 병과급제자는 8품이나 9품으로 임명되는 것이 상례였다. 갑과 급제자는 승진이 빠르고 각종 청요직(淸要職)을 거치며 고관대작(高官大爵)이 될 수 있었다.
2. ↑  실례로 이완용과 과거 급제 동기인 서재필은 이완용보다 과거 성적도 더 높았고 최연소 합격자였음에도 집안이 받쳐주질 못해 약 3개월여를 임관도 못한채 대기 상태에 있어야 했다.
3. ↑  해방영(海防營): 해방아문(海防衙門)이라고도 한다. 1884년(고종 21)에 설치하여 경기·황해·충청 3도의 수군(水軍)을 통할하였다. 1888년 친군영(親軍營)에 딸린 우영(右營)·후영(後營)과 합하여 통위영(統衛營)으로 개편되었다.
4. ↑  임오군란 이후 전통적 유교 체계만을 고집하던 대원군파(혹은 척화파)들이 쫓겨나고, 조정에는 급진적이든 점진적이든 서양 문물을 받아들이는 쪽으로 방향이 정해졌었다. 현재 우리가 수구파라 부르는 이들, 즉 명성황후를 위시한 민씨 정권이 청나라식 개혁을 주장했으며, 김옥균, 박영효 등은 일본식 개혁을 주장하여 갑신정변을 일으켰다. 고종은 청나라식 개혁에 손을 들어줬고, 이에 이호준과 그의 후계자 이완용 및 조정 대신들은 이후 수구파로서 왕정 수호 및 유교적 질서를 담보한 서양 문물의 도입이라는 목표를 두고 행동하게 된다.
5. ↑  보덕(輔德): 세자의 스승으로서 보통 세자가 보위에 오를 경우 새로운 왕의 곁에서 다음 정권을 함께 책임지는 자리였다. 원래 종3품 이었는데 정조 8년에 정3품 당상관으로 격상되었다.
6. ↑  <<영약삼단(另約三端)>>
① 조선 공사는 주재국에 도착하면 먼저 청국공사를 찾아와 그의 안내로 주재국 외무성에 간다.
② 회의나 연회석상에서 조선 공사는 청국공사의 밑에 자리한다.
③ 조선 공사는 중대 사건이 있을 때 반드시 청국 공사와 미리 협의한다.
7. ↑  10년전 갑신정변 당시 조선에는 위안스카이를 비롯 청군 수천 명이 주둔했었다. 갑신정변이 실패하면서 일본군과 개화파들은 고종을 납치해 데려가려 했는데 위안스카이의 청군이 전투에 승리하면서 이후 조선의 패권은 청나라가 쥐게 됐었다. 이듬해 [톈진 조약]으로 청일 양국은 조선 반도에서 군을 철수시켰고 그사이 청은 신식군대인 [북양군]과 [북양 함대]를 조직하는 한편 [위안스카이]를 조선에 파견하고 군대를 국경 근처에 계속 주둔시켜 왔다.
8. ↑  서구식 참정권을 주장하는 등 급진성을 띄기 시작한 독립협회를 견제하기 위해 설립된 황실 어용단체인 황국협회가 설립된 것은 그가 지방직으로 좌천당한 뒤로 이완용이 황국협회와 관련된 기록이나 정황은 없다.
9. ↑  일제 강점기에 조선총독부 중추원 참의를 역임했던 이승구(李承九)와는 다른 인물이다. 이완용의 장남 이승구는 자살로 요절했다. 일설에는 부인을 친아버지에게 뺏기고 분사(憤死)했다고 하기도 한다. 이완용 불륜 때문에 아들이 자살? 미디어오늘 2006년 9월 1일자
10. ↑  의원면본관(意願免本官): 스스로 원하여 관직을 그만두는 일
11. ↑  금릉위(錦綾尉): 박영효는 같은 반남 박씨 일족이자 스승이었던 박규수의 천거로 철종의 딸 영혜옹주의 남편이 되었다. 이때 사위로서 받은 이름이 금릉위다. 정1품으로 품계는 상보국숭록대부(上輔國崇祿大夫)여서 고종의 친형 이재면의 종2품 보다 높았다. 영의정 품계인 대광보국숭록대부와 같다.
12. ↑  여기서 '떠오르는 해'는 일본을 뜻한다.
13. ↑  未離海底千山黑, 及到天中萬國明 구절에서 원래 송나라 태조 조광윤(趙匡胤)이 읆었던 싯구의 첫구끝은 이처럼 어두울 '暗'이 아닌, 검을 '黑'자였다. 떠오르는 해를 보며 느낀 감상을 적은 시였는데, 이완용은 이를 일본에 아부하는 구절로 바꿔썼다.
14. ↑  서재필은 과거급제동기 이완용이 주미공사로서 미국에서 엘리트 외교관으로 잘나가던 당시, 같은 미국땅에서 갖은 죽을 고비를 넘기며 비위생적인 환경에서 굶주림과 피부병에 시달렸고, 그의 거지꼴을 불쌍하게 생각한 미국인 독지가들의 도움으로 겨우 미국 고등학교를 다니고 있었다. 말도 제대로 통하지 않았고 인종차별을 당하면서도, 역적으로 몰려 음독자살한 처와 굶어죽은 젖먹이 자식, 그리고 형장의 이슬로 사라진 부모, 동생들을 떠올리며 처절하게 하루하루를 버티고 있었다.

### 참조주
1. ↑  사후 족보에서 제거되었다. 23세 용(用) 항렬. 본래 참판공파(參判公派)였으나 감찰공파(監察公派) 집안으로 양자를 갔다. 2002년판 우봉이씨세보 중에 인권(仁卷, 1권) 821(八二一)쪽에 이름이 있다.
2. ↑  조선일보 : 판교 이완용 생가터 처리 고심 --2005년 8월 4일 사회면 기사 보관됨 2013-07-05 - 웨이백 머신 "한국토지공사 토지박물관이 2001년 성남시 의뢰를 받아 작성한 '성남시의 역사와 문화유적' 보고서 가운데 '이완용 생가'편에는 1쪽 분량의 이완용 소개글 속에 '현재의 생가는 백현동 아랫말 뒷가게인 이모씨의 집으로, 옛 집은 헐리고 새로 지은 것'이라고 적혀있다. 성남시는 원주민 구증을 토대로 “이완용 생가는 백현동 226의 1(자연녹지)로, 한국전쟁 때 소실된 뒤 다른 사람이 신축했으며 최근까지 기와지붕의 허름한 주택에 이모씨가 살다가 보상을 받고 이사했다”고 밝혔다.
3. 1 2  한국역대인물 종합정보시스템 이면용 편 보관됨 2013-12-26 - 웨이백 머신 이완용의 친형 이면용(李冕用)은 1885년 을유년 식년시 진사과에 합격했는데, 그의 출신지가 경기도 광주군(廣州)으로 기재돼있음이 확인되므로 이완용의 고향은 현재 판교가 맞으며 두계 이병도의 익산설은 분명한 거짓임을 밝혀둔다.
4. 1 2 3 4 5 6 7 8 9 10 11 12 13 14 15 16 17 18 19 20 21 22 23 24 25 26 27 28 29  윤덕한, 《이완용 평전》 (중심, 2005)
5. ↑  『숭정기원후5을유식년사마방목(崇禎紀元後五乙酉式年司馬榜目)』(장서각[B13LB 5])
6. ↑  남편을 따라 미국에 간 최초의 여성들(부제:미국 신문에 실린 이완용의 부인) -1981년 12월 23일 경향신문 9면 기사
7. ↑  1893년 동학교도와 大院君의 擧兵 企圖 The Coup Attempt of Taewongun and the Tonghak Followers - 한국사학보 제12호 (2002. 3) pp.97-133 1229-6252 KCI
8. ↑  반민족문제연구소,《친일파99인》1권 (돌베게, 1993년) 49~50쪽(강만길 집필 부분)
9. ↑  《한국의 황제》, 이민원 엮음, 대원사, 2002년 초판 간행, p24 ISBN 978-89-369-0243-8
10. 1 2  99년 전 매국노 이완용의 영욕 -2009년 8월 29일 조선일보 기사
11. ↑  황성신문 1901년 2월 25일자 궁정녹사(宮廷錄事) 지면 기사 발췌 보관됨 2016-03-07 - 웨이백 머신: 宮內府特進官 李完用自引疏 批旨省疏具悉往事何必爲引卿其勿辭行公 부분
12. ↑  서울 설렁탕 열전 "뜨끈한 국물이 생각날 때" 주간동아 2013년 12월 4째 주 기사, 글:푸드칼럼니스트 박정배
13. ↑  '워싱턴 주미 대한제국공사관 잃어버린 2년 10개월 찾았다!' 보관됨 2013-10-02 - 웨이백 머신 -미디어붓다 2013년 4월 25일 기사 이학종 기자
14. ↑  日, 을사조약 전부터 대한제국 해외공관 폐쇄계획 -2012년 8월 28일 세계일보 신동주 기자
15. ↑  강준만 (2007년 11월 19일). 〈제5장 만민공동회의 도전〉. 《한국 근대사 산책 3  (개화기편, 아관파천에서 하와이 이민까지)》. 서울: 인물과사상. ISBN 978-89-5906-073-3.
16. ↑  네이버 캐스트 인물 한국사 <숙종 환국 정치의 명과 암> 2012년 2월 20일 게재
17. 1 2  순종실록 2권, 순종 1년(1908 무신 / 대한 융희(隆熙) 2년) 4월 30일(양력) 3번째기사 "죽은 좌의정 한효순 외 77명의 관작을 회복시켜 줄 것에 관하여 보고하다"
18. ↑  반민족문제연구소 (1993년 2월 1일). 〈박영효 :친일 거두가 된 개화파 영수 (윤해동)〉. 《친일파 99인 1》. 서울: 돌베개. ISBN 978-89-7199-011-7.
19. ↑  국사편찬위원회, 《고종시대사 6》 (국사편찬위원회, 1969)
20. 1 2 3  오영섭 《한국 근현대사를 수놓은 인물들(1)》(오영섭 저, 한영희 발행, 2007.4, 경인문화사)
21. ↑  임종국 (1991년 2월 1일). 《실록 친일파》. 반민족문제연구소 엮음. 서울: 돌베개. 83쪽쪽. ISBN 89-7199-036-8.
22. ↑  스토리가 있는 대구 도심 (22)북성로 ③돈과 쌀이 모이는 곳 부제:일본의 쌀 수탈·수입품 물류기지 역할을 했던 미곡 창고들 보관됨 2015-06-10 - 웨이백 머신 -2009년 12월 10일 대구매일신문 기사
23. ↑  김삼웅 (1995년 7월 1일). 《친일정치 100년사》. 서울: 동풍. 55쪽. ISBN 978-89-86072-03-7.
24. ↑  “나카노문고(中野文庫) '大勲位菊花大綬章' 일반수상자 명단, 대정시대(大正時代) 26번째 줄, 이완용 수상목록 확인”. 2013년 9월 14일에 원본 문서에서 보존된 문서. 2013년 6월 6일에 확인함.
25. ↑  <이완용, 첩첩산중 땅 왜 약탈했나>연합뉴스 2004년 8월 13일자 기사
26. ↑  진단학회 編, <실증사학과 민족사학> - 두계선생과 정홍준씨의 대담,《역사가의 遺香》pp.273~276, 일조각, 1991
27. ↑  성강현 (2004년 3월 18일). “‘조선공로자명감’친일 조선인 3백53명 기록 - 현역 국회의원 2002년 발표한 친일명단 일치 상당수”. 일요시사. 2008년 6월 27일에 원본 문서에서 보존된 문서. 2008년 3월 6일에 확인함.
28. ↑  성강현 (2004년 3월 18일). “3백53명 중 2백56명 명단”. 일요시사. 2008년 6월 27일에 원본 문서에서 보존된 문서. 2008년 3월 6일에 확인함.
29. ↑  허성호, 99년 전 매국노 이완용의 영욕 조선일보
30. ↑  15. 이완용과 익산의 묘 터 전북일보
31. ↑  이민정 (2007년 5월 2일). “재산 환수되는 친일파 9인은 누구? - 권중현·이완용 등 을사오적 중 일부 포함”. 오마이뉴스. 2008년 4월 13일에 확인함.
32. ↑  {끝나지 않은 친일 논란} 친일파'더러운 땅' 되찾는다 -2005년 1월 27일 주간한국 기사
33. ↑  이완용 송병준 소유토지 중 해방후 국가귀속 0.3%에 그쳐 -2010년 7월 1일 세계일보 기사
34. 1 2 3  "서울대병원, 매국노 이완용 수술기록 발견" --2008년 12월 18일 조선일보 기사[깨진 링크(과거 내용 찾기)]
35. ↑  "한국 첫 흉부외과기록 발견…환자는 이완용" -2008년 12월 18일 조선닷컴 기사
36. ↑  "이완용 불륜 때문에 아들이 자살?" --미디어오늘 2006년 9월 1일자 기사
37. ↑  미디어오늘 (2006년 9월 1일). “이완용 불륜 때문에 아들이 자살?”. 《미디어오늘》. 2018년 7월 19일에 확인함.
38. 1 2  민족문제연구소, 《민족문제연구 9권》(민족문제연구소, 1996)

## 관련 자료
- 친일반민족행위진상규명위원회 (2006년 12월). 〈이완용 (李完用)〉 (PDF). 《2006년도 조사보고서 II - 친일반민족행위결정이유서》. 서울. 99~144쪽. ISBN 11-1560010-0000002-10. 2007년 9월 26일에 원본 문서 (PDF)에서 보존된 문서. 2007년 6월 18일에 확인함.
- 반민족문제연구소 (1993년 2월 1일). 〈이완용 : ‘한일 병합’의 주역이었던 매국노의 대명사 (강만길)〉. 《친일파 99인 1》. 서울: 돌베개. ISBN 978-89-7199-011-7.
- 윤덕한 (1999년 7월 26일). 〈이완용 : 한 때의 애국자 만고의 매국노〉. 《이완용 평전》. 서울: 도서출판 중심. ISBN 89-950404-1-6.

## 참고 문헌
- 고종실록
- 순종실록
- 순종실록부록
- 고종시대사
- 승정원일기
- 일성록
- 윤치호일기
- 매천야록 (황현)
- 조선통사 (박은식)